# Geschichte der Stadt Hadamar
Die Geschichte der hessischen Kleinstadt Hadamar reicht noch vor ihre urkundliche Ersterwähnung im Jahr 832 zurück (in Hatimero marca). Von besonderer Bedeutung war ihre Funktion als Residenz des kurzlebigen Fürstentums Nassau-Hadamar im 17. und frühen 18. Jahrhundert sowie als Standort der NS-Tötungsanstalt Hadamar.

## Chronologie

### Vor- und Frühgeschichte

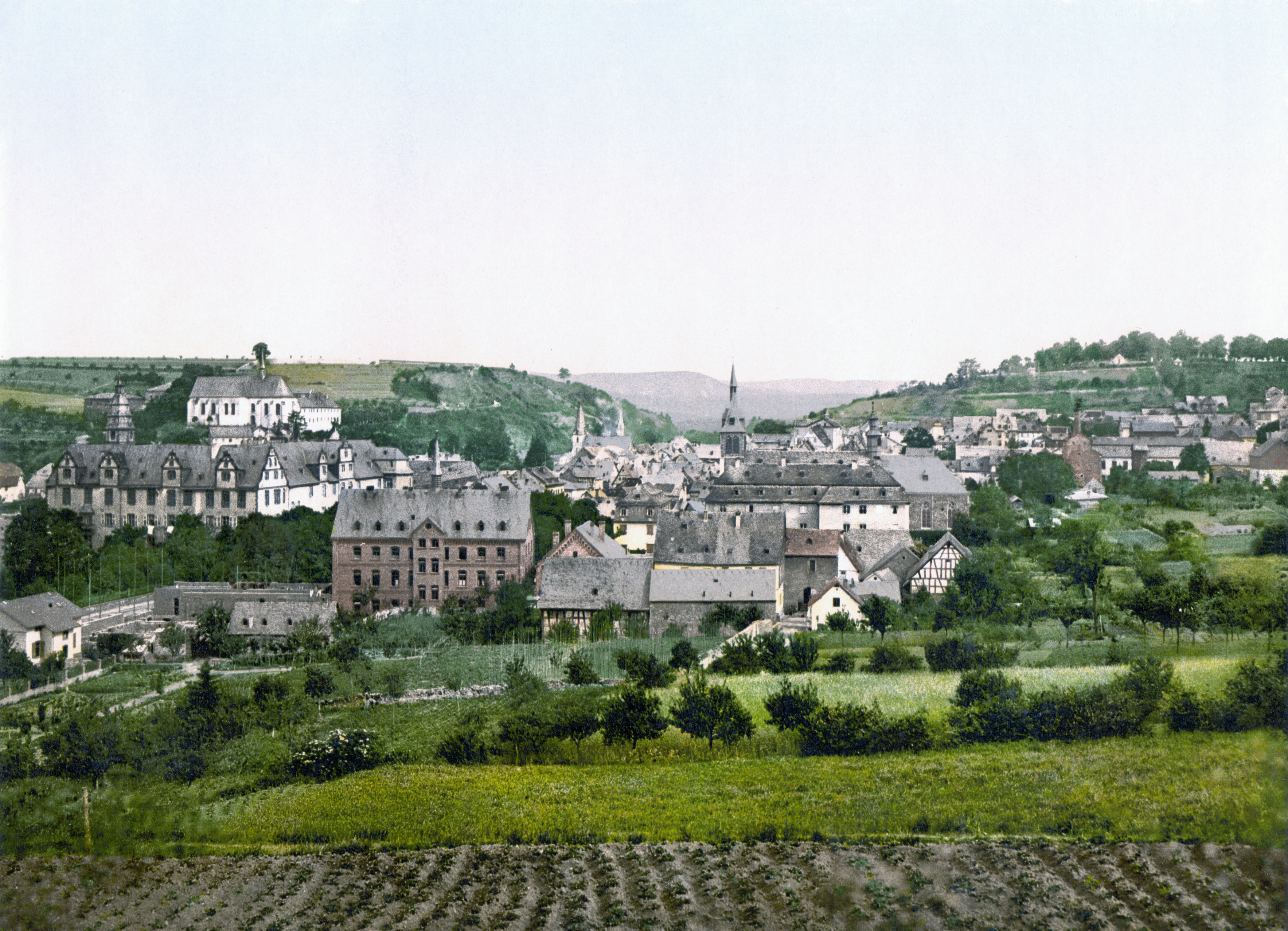
Ansicht von Hadamar um 1900

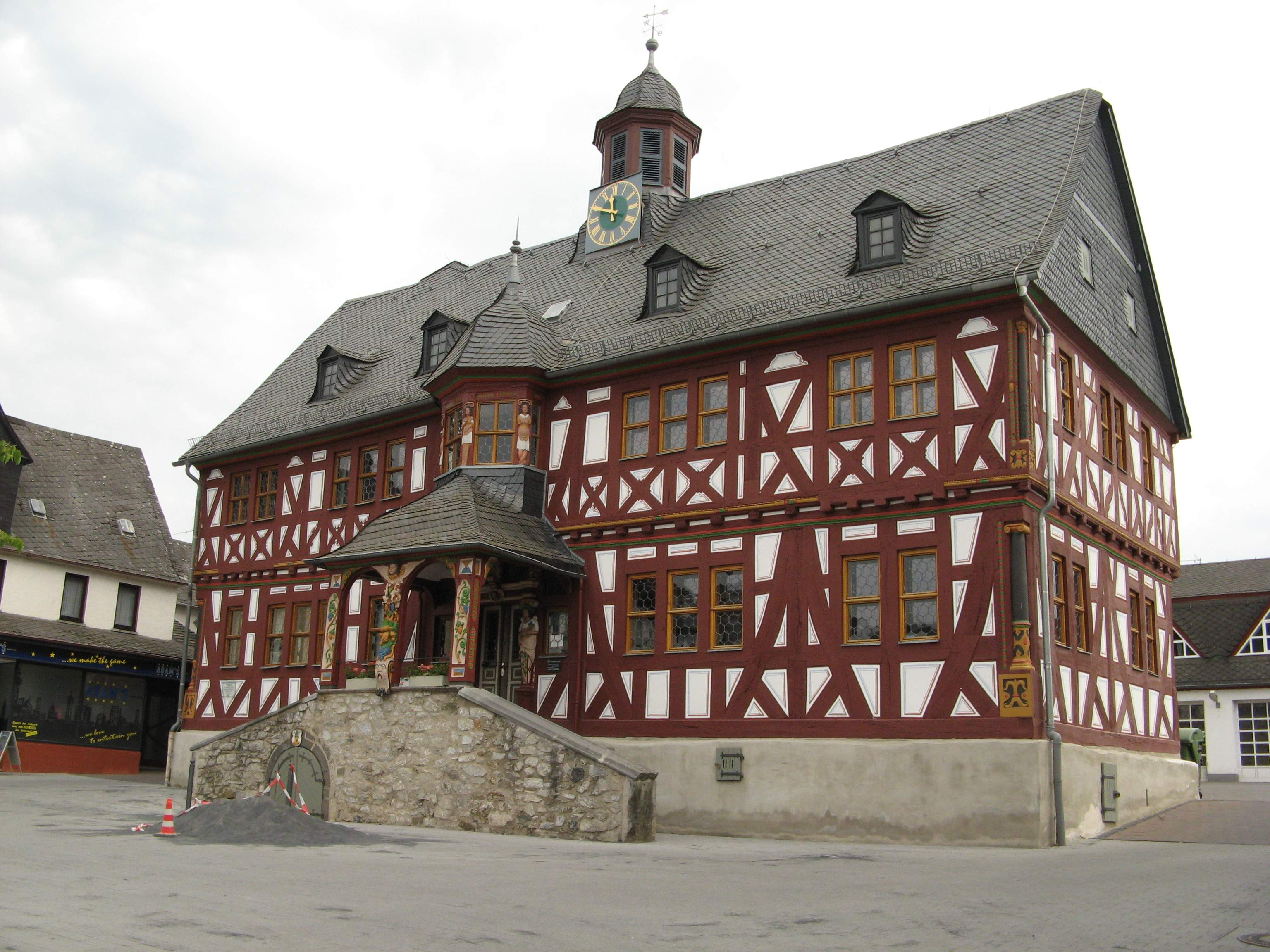
Das Hadamarer Rathaus, erbaut 1639

Eines der ältesten Zeugnisse von der Besiedlung der Region Hadamar ist das der Wartbergkultur entstammende, also etwa 5000 Jahre alte Steinkistengrab im Stadtteil Niederzeuzheim. Ein weiteres Grab wurde in Oberzeuzheim gefunden, es wurde jedoch abgebaut und im Burggarten von Hachenburg wieder aufgebaut.

### Früh- und Hochmittelalter
Von den heutigen Stadtteilen wurden Ober- und Niederweyer 772 als erste urkundlich erwähnt; der Name der Stadt selbst als „Hatimer“ 832 in einer karolingischen Tauschurkunde. Die Endung -mar, die möglicherweise bereits auf eine vorgermanische Sprache zurückgeht, deutet auf eine sehr alte Siedlung hin, wobei unklar ist, ob die heutige Kernstadt oder der heutige Stadtteil Niederhadamar der erste Träger des Namens war. Eine oft kolportierte Herleitung aus dem Germanischen nach den Worten „hadu“ und „mar“, was so viel wie „umkämpfte Wasserstelle“ bedeuten soll, ist zumindest fraglich. Zur Unterscheidung von Niederhadamar wurde die heutige Kernstadt im Mittelalter auch „Ober-“ oder „Mönchhadamar“ genannt.
Die Siedlung gehörte im Frühmittelalter zum fränkischen Niederlahngau. Gerichtsort für die hohe Gerichtsbarkeit blieb auch über diese Phase hinaus Dietkirchen. Auch was die niedere Gerichtsbarkeit und das Verwaltungswesen betraf, gehörte Hadamar zunächst dem Zentgericht Dietkirchen an. Diese Verbindung hängt vermutlich mit der Bedeutung des späteren Lubentiusstifts in Dietkirchen für die Christianisierung der Region zusammen. Erst mit der Verleihung der Stadtrechte wurde Hadamar zum Hauptort einer eigenen Zent.
Hadamar gehörte wohl schon bei der Bildung der Grafschaft Diez im 11. Jahrhundert zu diesem Territorium. Wahrscheinlich trug der heutige Mönchberg eine Burg, die sich aber zusammen mit Teilen der Siedlung im Besitz des Hauses Leiningen befand. Neben ihr wurde spätestens 1190 die Ägidienkapelle errichtet. Unterhalb der Burg, aber immer noch hochwasserfrei auf dem Burgberg, befand sich rechts des Elbbachs der Kern der Siedlung. Vermutlich sollte die Siedlung zum Überwachen einer von Ost nach West verlaufenden Altstraße dienen, die aus Richtung Hundsangen kam, über eine Furt und später über die Steinerne Brücke den Elbbach überquerte und in Richtung Faulbach weiterlief. Darauf deutet die lang gestreckte Form der alten Stadtgemarkung hin. Östlich des Orts verlief die Auln- oder Ulenstraße in Nord-Süd-Richtung, die bei Faulbach auf die Ost-West-Straße traf. Im Westen erstreckte sich ein Nord-Süd-Weg von Niederhadamar nach Niederzeuzheim und noch weiter westlich verlief die Straße zwischen Köln und Frankfurt durch Hundsangen (heute Bundesstraße 8).
Im Jahr 1190 errichteten die Zisterzienser des Rheingauer Klosters Eberbach in Hadamar einen Musterhof. Er befand sich links des Elbbachs, also gegenüber dem ursprünglichen Siedlungskern. Das Land, einen schon vorher vorhandenen Hof am Elbbach und zwei Mühlen, bekamen sie von einem Ritter des Hauses Dehrn geschenkt. In den folgenden Jahren erwarben die Zisterzienser von zahlreichen niederadligen Familien Ländereien im Umland. Unter anderem legten die Mönche auf Mönch- und Herzenberg Weinberge an. Ebenfalls um diese Zeit herum wurde die Turmburg auf dem Mönchberg aufgegeben und neben dem Klosterhof ein Festes Haus errichtet. Bereits im frühen 13. Jahrhundert begann eine scharfe Auseinandersetzung zwischen den Zisterziensern und mehreren Niederadligen der Region. Meist versuchten Nachfahren von Stiftern Güter zurückzuerhalten, die dem Klosterhof gestiftet worden waren. Am 18. Dezember 1320 verkauften die Zisterzienser ihren Hof mit umfangreichen Ländereien und der Ägidienkirche, behielten aber Besitzungen, insbesondere in Niederhadamar, Faulbach und Niederzeuzheim.

### Unter der älteren Linie Nassau-Hadamar

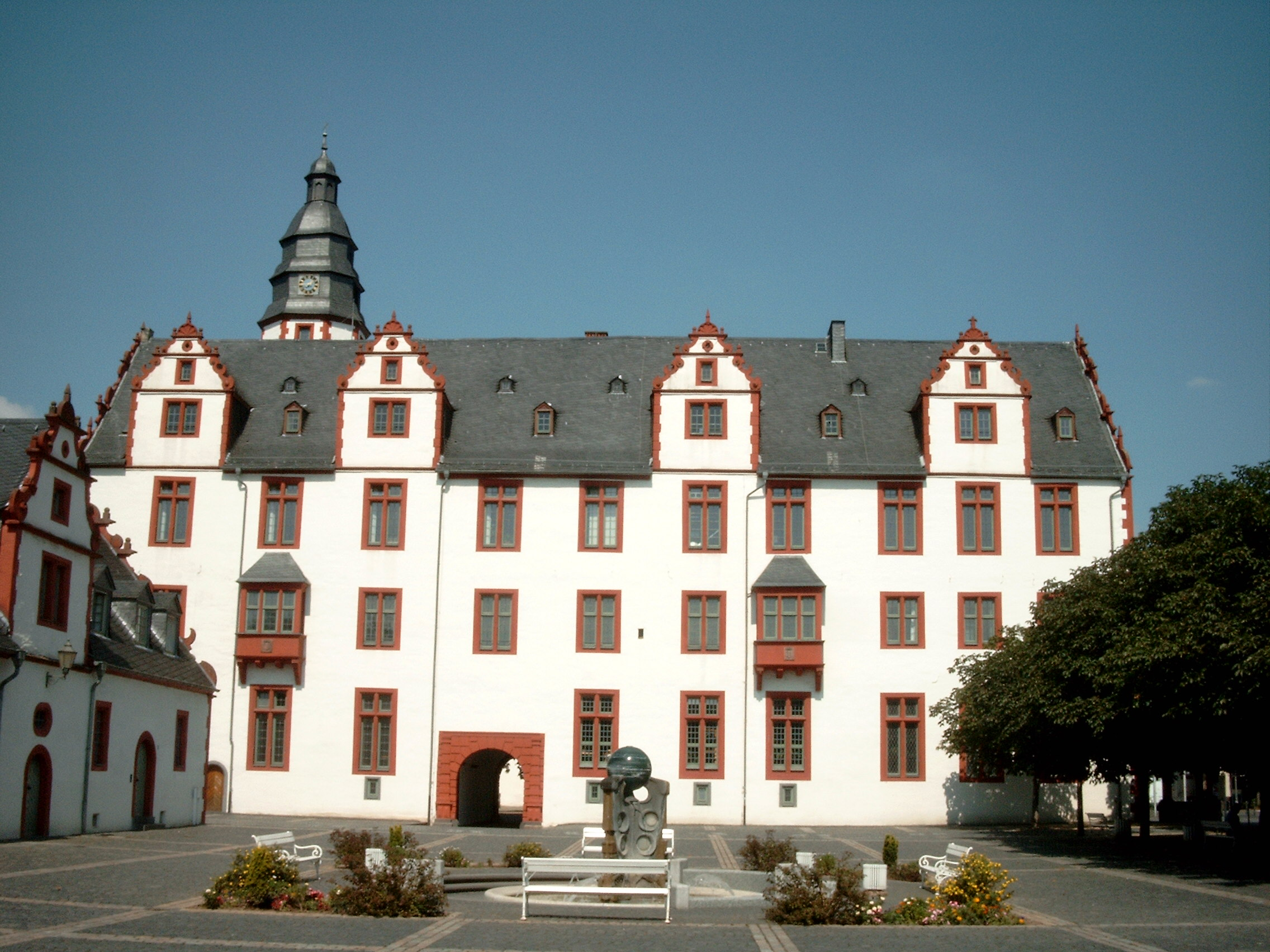
Südflügel des Schlosses

Käufer des Zisterzienserhofs war Graf Emich I. von Nassau-Hadamar. Er wandelte die Anlage in eine Wasserburg um. Im Jahr 1324 erhielt Emich vom späteren Kaiser Ludwig IV. die Frankfurter Stadtrechte für seine Residenz. Die Stadt bekam einen eigenen Gerichtsbezirk und ein Wappen, das zwei gekreuzte Gerichtsstäbe zeigte. Grund für diesen Erwerb war vermutlich die Tatsache, dass Emichs Tochter Jutta 1324 Graf Gerhard VI. von Diez heiratete. Im Verlauf der Eheverhandlungen hatte Emich umfangreiche Vormundschaftsrechte über die im Niedergang befindliche Grafschaft Diez zugesprochen bekommen. Zudem waren die Diezer erheblich bei den Nassauer Grafen verschuldet. Die Bildung des Herrschaftsschwerpunkts in Hadamar diente vermutlich der besseren Kontrolle von Emichs Interessen in der Grafschaft Diez und der fortgesetzten Übernahme von Ländereien und Herrschaftsrechten des Hauses Diez. Die gräflichen Rechte über Hadamar selbst übergaben die Diezer 1332 an Emich.
Zahlreiche niederadlige Familien siedelten sich als Burgmannen in der Stadt an. Größeren Grundbesitz in der Stadt hatten die Stroß von Schönborn, die Waldbot und die Sprikast von Waldmannshausen, die von Rheinberg, die von Nassau, die von Langenau, die von Hoenberg, die Waldbot von Pfaffendorf, die von Irmtraut und die vom Hof genannt Bell. Vertreten waren auch die Familien von Allendorf, von Brambach, von Bubenheim, von Dehrn, von Dernbach, von Diez, Klüppel von Elkerhausen, von Fetzberg, von Hohenstein, von Hunsbach, von Liebenstein, von Mudersbach, von Nesselrode und von Seelbach. Zudem gab es aus Hadamar stammende niederadlige Familien (siehe unten).

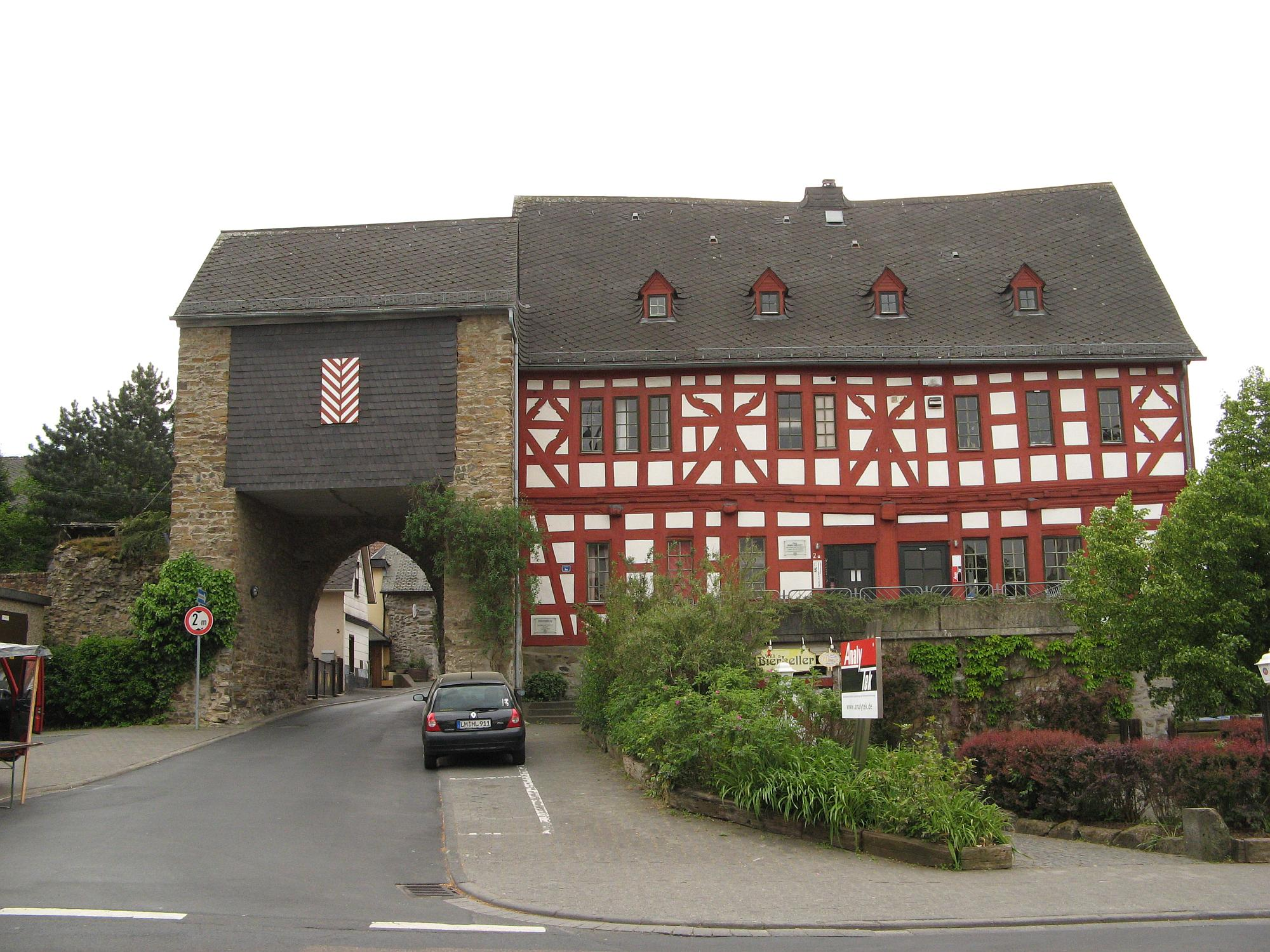
Die Limburger Pforte der Stadtmauer, auch „Hammelburger Tor“ genannt

Vermutlich wurde kurz nach der Stadtrechtsverleihung eine Stadtmauer gebaut, die den neueren Teil der Stadt links des Elbbachs umschloss. Die Burg befand sich etwa im Zentrum der Mauer-Westflanke. An der nördlich davon gelegenen Elbbachbrücke befand sich der Brückentorturm. Ab diesem Punkt wandte sich die Mauer in einem Bogen nach Osten. Am Scheitelpunkt dieses Mauerbogens befand sich der Waldbotenturm. Kurz nach einem scharfen Knick nach Süden schloss sich das Obertor in der heutigen Brückengasse an. Weiter südlich folgte ein kurzer, nach Osten verlaufender Mauerabschnitt, in dessen Mitte sich das Siegener Tor befand, das um 1700 noch vorhanden war. Außen vor dem Tor befand sich der erste Hadamarer Marktplatz. Unmittelbar östlich des Siegener Tors folgte der 1817 abgerissene Hexenturm, der als Gefängnis diente und an dem die Mauer nach Süden abknickte und bis zum heute noch erhaltenen Limburger Tor verlief. Von dort führte die Mauer am Faulbach entlang bis zu dessen Mündung in den Elbbach, um von dort wieder auf die Burg zuzulaufen.
Das erste, heute nicht mehr erhaltene Rathaus befand sich zusammen mit dem Backhaus am Lindenplatz (heute Melanderplatz), unmittelbar am Brückenturm. Der Landesherr setzte einen Schultheiß ein, dem das Bürgertum ein sechs- bis siebenköpfiges Schöffenkollegium zur Seite wählte. Sie bildeten gemeinsam das Stadtgericht. Ab etwa 1600 wählten die Schöffen zwei Bürgermeister. Für 1430 ist ein Jahrmarkt in Hadamar verbürgt.

### Streit um die Erbfolge
Mit dem Tod von Emichs Enkel Emich III. starb die ältere Linie des Hauses Nassau-Hadamar 1394 aus. Da Emich III. schwachsinnig war, begannen bereits 1368 nach dem Tod seines älteren Bruders Heinrich Streitigkeiten um das zu erwartende Erbe. Hauptkontrahenten waren Ruprecht VII. von Nassau-Sonnenberg, der mit Emichs Schwester Anna verheiratet war, und Johann I. von Nassau-Dillenburg. In diesem Zusammenhang stand auch der Überfall des Sternerbunds, eines Ritterbündnisses, auf die Stadt Hadamar im Jahr 1372. Nachdem die Sterner bereits die Stadtmauern überwunden hatten, wurden sie von den Einwohnern der Stadt zurückgeschlagen. 1394 wurde schließlich ein Aufteilungsvertrag für die Grafschaft Hadamar zwischen Annas zweitem Mann Diether VIII. von Katzenelnbogen und den Dillenburgern geschlossen, der eine gemeinsame Herrschaft über die Stadt festschrieb. Es folgten noch einige Auseinandersetzungen um den hadamarischen Besitz, aber 1405 wurden sie mit einem zweiten Vertrag zwischen Katzenelnbogen und Dillenburg (1408 mit einem Schiedsspruch noch einmal abgeändert) beigelegt. Damit gehörte die Stadt zu zwei Dritteln Katzenelnbogen und zu einem Drittel Nassau-Dillenburg. 1450 einigten beide sich dann auf eine hälftige Teilung.
Als die Grafen von Katzenelnbogen 1479 ausstarben, kam es zum erneuten Streit um die Überbleibsel der alten Grafschaft Hadamar zwischen Nassau-Dillenburg und den Landgrafen von Hessen sowie dem Haus Eppstein. Erst 1557 kam es in Frankfurt am Main zu einer Einigung zwischen den Parteien. Die Stadt Hadamar wurde darin gänzlich Nassau-Dillenburg zugesprochen. Bis 1866 blieb die Stadt ungeteilt in nassauischem Besitz, wenn auch in wechselnden Linien des Hauses.

### Stadtbrand und Hexenprozesse
Am 14. Mai 1540 kam es zu einer verheerenden Brandkatastrophe. Bis auf drei Häuser an der Limburger Pforte brannte die gesamte Stadt ab. Auch die Burg wurde erheblich beschädigt. Drei Brandstifter wurden gefasst und zum Tod auf dem Scheiterhaufen verurteilt. Für 1547 sind 42 wieder aufgebaute Häuser und zehn Scheunen belegt. Für 1566 sind erstmals Auskünfte über die Bevölkerungsgröße überliefert: 54 hausbesitzende und steuerzahlende Bürger gab es. 1577 gab es den ersten Hexenprozess in Hadamar. In den späten 1580er Jahren erreichte die Welle der Hexenprozesse in Hadamar einen Höchststand. Die letzten „Hexen“ wurden 1699 in Hadamar enthauptet.

### Unter der jüngeren Linie Nassau-Hadamar

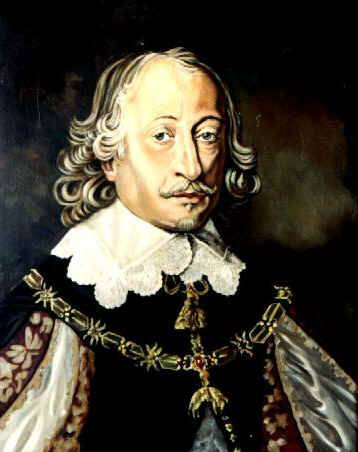
Fürst Johann Ludwig von Nassau-Hadamar

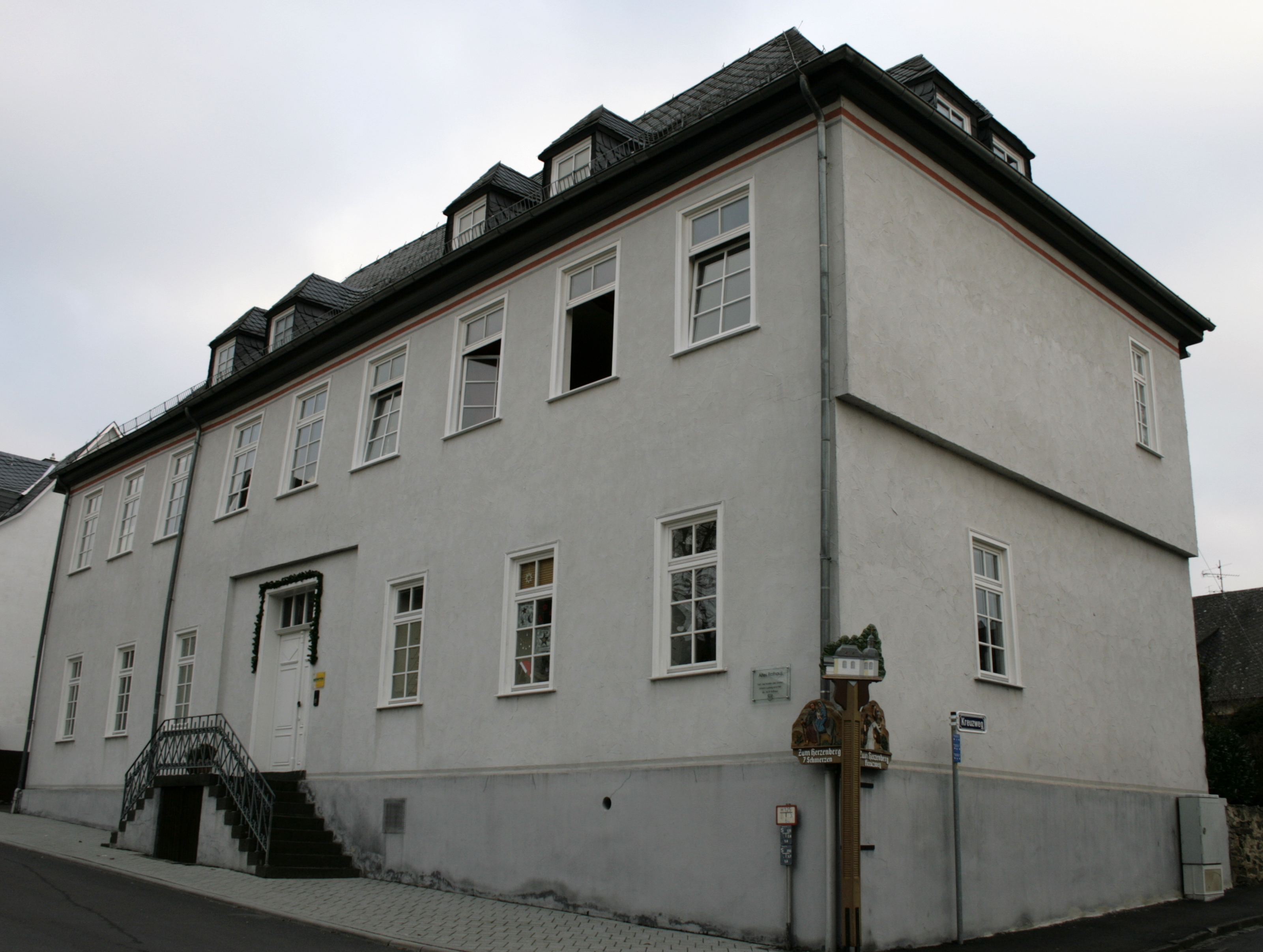
Ehemaliges Rathaus am Neumarkt, im Rahmen des Stadtumbaus nach dem großen Brand errichtet

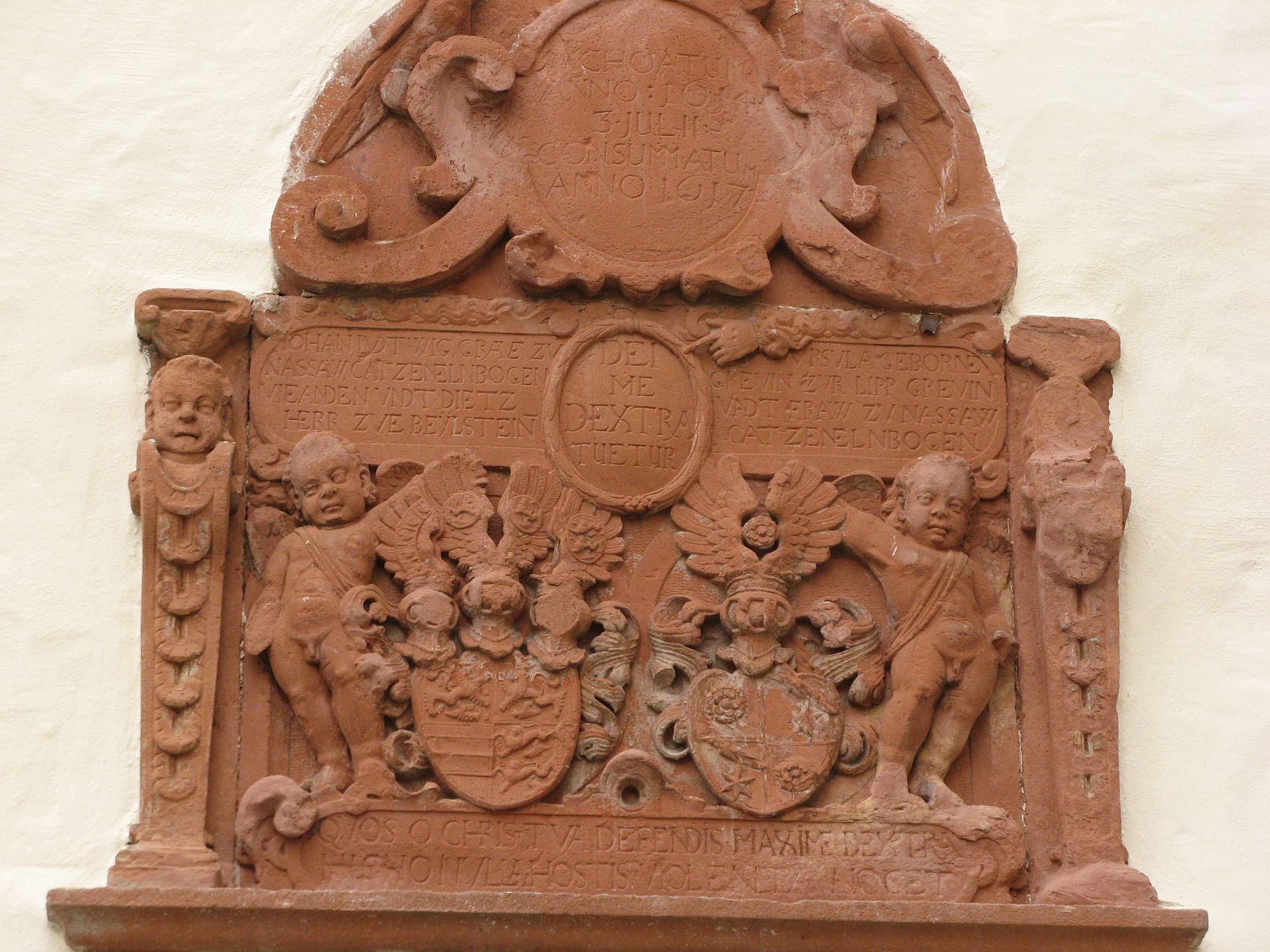
Allianzwappen von Fürst Johann Ludwig und Fürstin Ursula von Nassau-Hadamar am Portal des Schlosses

Ein umfassender Stadtumbau folgte unter dem Grafen, später Fürsten, Johann Ludwig von Nassau-Hadamar (1590–1653), der die jüngere Linie des Hauses Nassau-Hadamar begründete. Im Rahmen der nassau-oranischen Brüderteilung erhielt er 1607 Burg und Stadt Hadamar sowie das zugehörige Amt Oberhadamar. Johann Ludwig ließ das alte Wasserschloss von 1612 bis 1629 zur Residenz und zum Renaissance-Schloss erweitern. Zudem kaufte er einen Großteil des Stadtgebiets um die Burg herum auf und ließ dort die barocke Neustadt schachbrettförmig mit drei großflächigen Marktplätzen und öffentlichen Brunnen anlegen. Fassungsgebiet dieser sowie der späteren Laufbrunnen war die Gemarkung „Bruchborn“ östlich der Stadt am Fuß des Galgenbergs. Von den vorherigen Straßen der Stadt blieben nur Brücken- und Schlossgasse sowie die Kirchgasse außerhalb der Stadtmauer bestehen. Zusätzlich zur alten steinernen Brücke über den Elbbach entstand südlich des Schlosses die Schlossbrücke mit steinernen Pfeilern und hölzerner Fahrbahn. Auch das alte Rathaus fiel dem Stadtumbau zum Opfer. 1693 war das neue Rat- und Zunfthaus fertiggestellt, das den Neumarkt nach Osten abschloss. An mehreren Stellen begann die Stadt über ihre alte Mauer hinauszuwachsen. So ließ Andreas von Meuser, gräflicher Sekretär und Landschultheiß der Dehrner Cent, 1639 einen repräsentativen Gebäudekomplex errichten, der den ehemaligen Marktplatz vor dem Siegener Tor in zwei Hälften teilte und heute als Hadamarer Rathaus dient. Der östliche Teil, heute noch „Alter Markt“ genannt, wurde komplett überbaut. Der westliche Teil blieb als „Untermarkt“ erhalten. Auch die heutige Borngasse, die ab 1648 bebaut wurde, befand sich außerhalb der alten Stadtmauer und war zuvor Gartenland gewesen. 1630 wurde dort zudem eine Quelle mit Heilwasser entdeckt.
Johann Ludwig von Nassau-Hadamar erlangte Bedeutung über seinen Herrschaftsbereich hinaus, als er vom Kaiser zum Generalbevollmächtigten der Friedensverhandlungen des Westfälischen Friedens ernannt wurde, der schließlich den Dreißigjährigen Krieg beendete. Er unterzeichnete die Urkunde zum Friedensvertrag als Erster. 1650 wurde er gefürstet, wodurch Hadamar zur Residenzstadt wurde. Nach mehreren Konversionen wurde Johann Ludwig 1629 wieder Katholik und siedelte Jesuiten in Hadamar an, die 1652 ein Gymnasium einrichteten. Fürst Johann Ludwig ist der Namensgeber der Gesamtschule, die sich aus diesem Jesuitengymnasium entwickelt hat und die noch heute in Hadamar existiert. 1635 entstand auf Johann Ludwigs Betreiben ein Franziskanerkloster. Wenig später ließen sich auch Dominikanerinnen in Hadamar nieder. Die Ordensniederlassungen bedachte der Fürst ebenso mit Stiftungen wie die 1627 gegründete Mädchenschule.

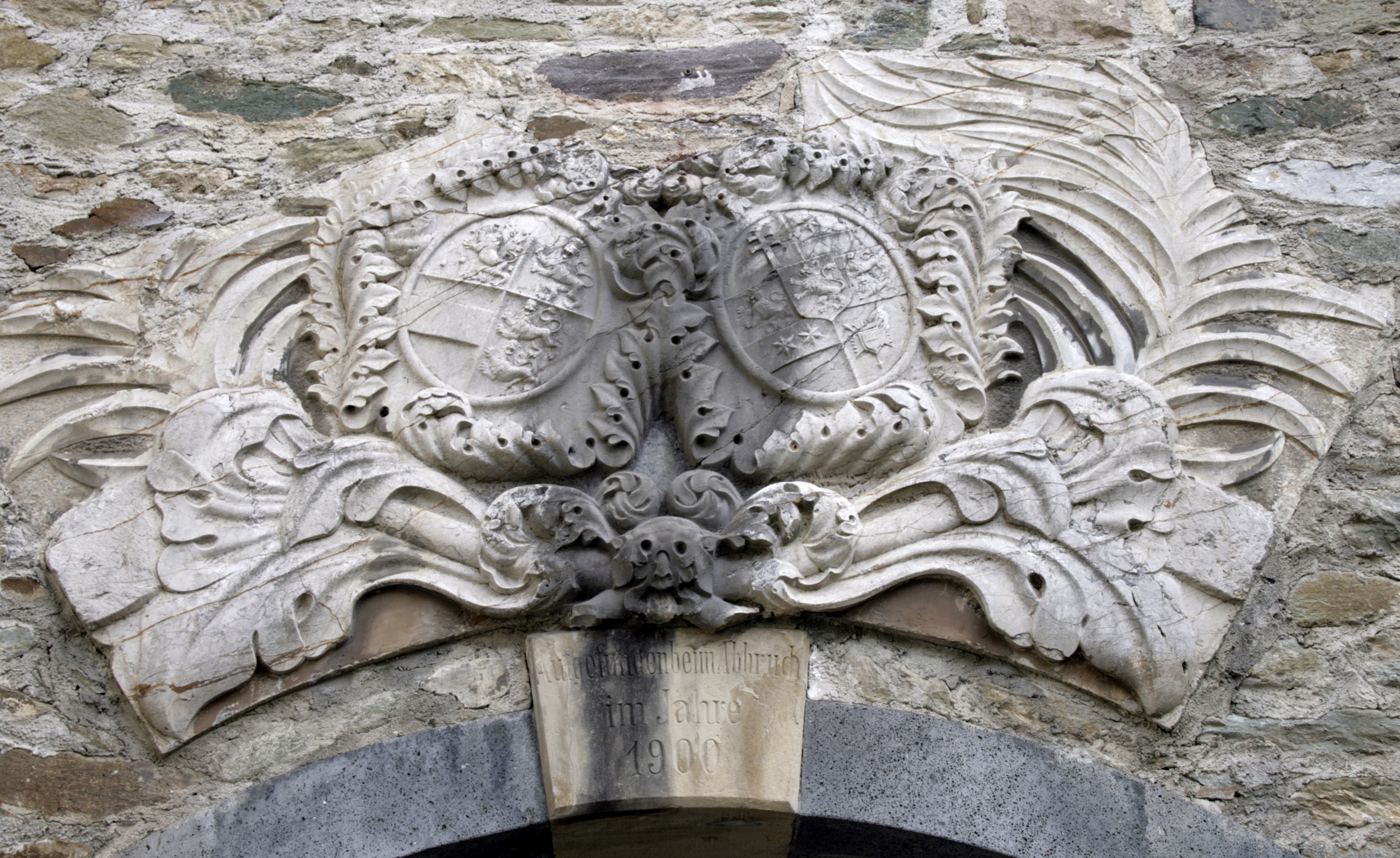
Allianzwappen von Franz Alexander, dem letzten Fürsten von Nassau-Hadamar, und seiner Frau im Hof des ehemaligen Verwaltungsbaus am Schloss

Unter Johann Ludwigs Nachfolgern ging der Ausbau von Stadt und Schloss sowie des Territoriums mit geringerem Tempo weiter. So stiftete sein Sohn und Nachfolger Moritz Heinrich 1663 ein Hospital für mittellose, alte Frauen, das an der Stelle des heutigen Hauses Nonnengasse 20 stand. Ein überaus prunkvolles Fachwerkhaus erbauten 1676 der fürstliche Kammermeister Jakob d’Avina und sein Schwager, der Hofkoch Johann Jakob Heftrich, gegenüber dem Meuserschen Hof, an der heutigen Schulstraße. An der westlichen Hälfte des Doppelhauses sind die reichen Schnitzereien heute nicht mehr zu sehen, die östliche Hälfte gehört jedoch zu den eindrucksvollsten Fachwerkbauten der Region. Für 1683 ist erstmals eine zunftähnliche Nachbarschaftsgemeinschaft für Hadamar verbürgt, die vor allem gegenseitige Hilfe im Krankheitsfall leistete und Streit unter den Nachbarn schlichten sollte.
In der zweiten Hälfte des 17. Jahrhunderts entstand eine Hinrichtungsstätte auf dem Galgenberg nördlich von Faulbach. Die Position der vorherigen Gerichtsstätte ist unbekannt. Allerdings erwähnt Walter Rudersdorf Hexenprozesse für das Amt Ellar im Hadamarer Schloss im 16. Jh. mit anschließenden Hinrichtungen auf dem Hexenberg zu Hadamar. Im Jahr 1700 wurde eine für die Allgemeinheit zugängliche Postverbindung in Betrieb genommen.
Mit Johann Ludwigs Enkel Franz Alexander starb 1711 die jüngere Linie Nassau-Hadamar aus. Es folgte ein Streit um das Erbe zwischen den zahlreichen Zweigen des Hauses Nassau. Die Stadt Hadamar fiel in einem Teilungsvertrag von 1717 an Fürst Wilhelm-Hyacinth von Nassau-Siegen, der sie Ende 1741 zu seiner Hauptresidenz erhob. Allerdings starb Wilhelm Hyacinth schon im Februar 1743, womit die Residenzgeschichte Hadamars endgültig endete.

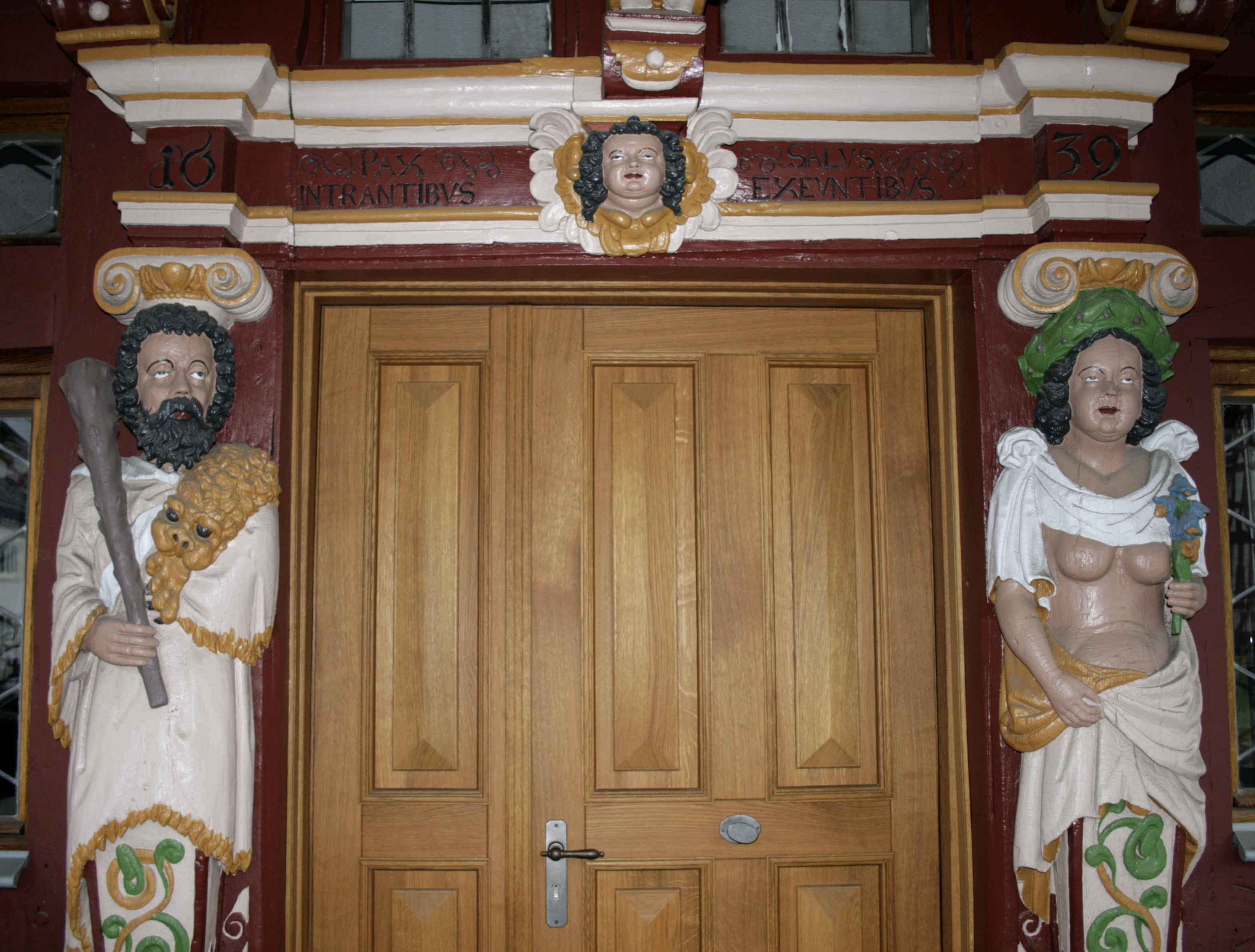
Tür des neuen Rathauses

### 18. Jahrhundert und napoleonische Ära
Das erloschene Fürstentum Nassau-Hadamar fiel damit wie alle Territorien der ottonischen Linie des Hauses Nassau an Nassau-Diez. Regierungssitz war Dillenburg. Allerdings konzentrierte das Herrscherhaus sich bereits auf seine Interessen in den Niederlanden, deren General-Statthalter Fürst Wilhelm IV. war. Das Schloss blieb lediglich Sitz des Amtes Hadamar, das die Stadt, das Kirchspiel Niederzeuzheim und die ehemalige Dehrner Cent umfasste. 1757 wurden die hölzernen Teile der Schlossbrücke durch eine Steinkonstruktion ersetzt.
Im südlichen Teil des Amtes Hadamar bestand von 1760 an ein Spritzenverband von 17 Gemeinden, der Feuerwehraufgaben übernahm. Die Feuerspritze stand im Spritzenhaus Oberzeuzheim, das gemeinsamer Besitz war. Nur die Stadt Hadamar besaß für ihr Stadtgebiet zusätzlich eine eigene Spritze. 1855 löste sich dieser Löschverband auf und verkaufte das gemeinsame Eigentum.
1773 wurden die Jesuiten aus der Stadt vertrieben und das Gymnasium aufgelöst, das 1792 wieder öffnete. Von 1795 bis 1797 kam es im Verlauf des Ersten Koalitionskrieges zu wiederholten Plünderungen der Stadt durch französische Truppen.
Mit dem Beitritt der beiden Fürstentümer Nassau-Weilburg und Nassau-Usingen zum Rheinbund wurden diese 1806 zum Herzogtum Nassau vereint. Hadamar gehörte der nassau-oranischen Linie, deren Herrschaftsschwerpunkt sich vor allem in den Niederlanden befand. Allerdings vereinigte Nassau-Oranien 1803 zahlreiche Verwaltungsaufgaben mit den beiden anderen nassauischen Fürstentümern. Die ehemalige Residenzstadt wurde 1804 zum Sitz des Oberappellationsgerichts bestimmt, der obersten juristischen Berufungsinstanz des vereinigten nassauischen Herrschaftsbereichs. Es wurde im ehemaligen Verwaltungsbau neben dem Schloss untergebracht. Sein erster Präsident wurde Karl Friedrich August von Dalwigk.
Ebenfalls 1803 wurden die Klöster der Franziskaner und der Dominikanerinnen mit dem Reichsdeputationshauptschluss aufgehoben. Die beiden kleinen Häuser in Hadamar bestanden aber noch bis um 1815, als sie endgültig vom Herzogtum eingezogen wurden.
Allerdings kam es bereits 1806 mit dem Untergang des Heiligen Römischen Reichs Deutscher Nation zu einer erneuten territorialen Umbildung auf Betreiben Napoleons. Hadamar wurde in das Großherzogtum Berg eingegliedert. Die Stadt wurde zum Sitz eines Kantons mit den Mairien Hadamar, Offheim, Zeuzheim, Lahr und Frickhofen. Das Oberappellationsgericht war zeitweise parallel für Nassau und Berg zuständig.
Schon 1810 zog Nassau das Oberappellationsgericht aus Hadamar ab. Während des Zusammenbruchs der napoleonischen Ordnung in Deutschland kam es 1812 bis 1814 erneut zu Plünderungen in Hadamar, sowohl durch die Franzosen als auch von russischen Truppen. Durch ein preußisches Lazarett, das sich Ende 1813 in der Stadt einquartierte, kam es zu einem Ausbruch von Typhus mit rund 50 Toten aus der Bürgerschaft. Im Lazarett starben rund 500 Soldaten, die an der Hohenholzkapelle zwischen Hadamar und Hundsangen begraben wurden. In der Verfolgung der Franzosen nach der Völkerschlacht bei Leipzig schlug der preußische Feldmarschall Ludwig Yorck von Wartenburg am 9. und 10. November 1813 sein Hauptquartier in Hadamar auf. Yorcks 1. uhnd 8. Brigade waren teilweise in der Stadt einquartiert.

### Im Herzogtum Nassau

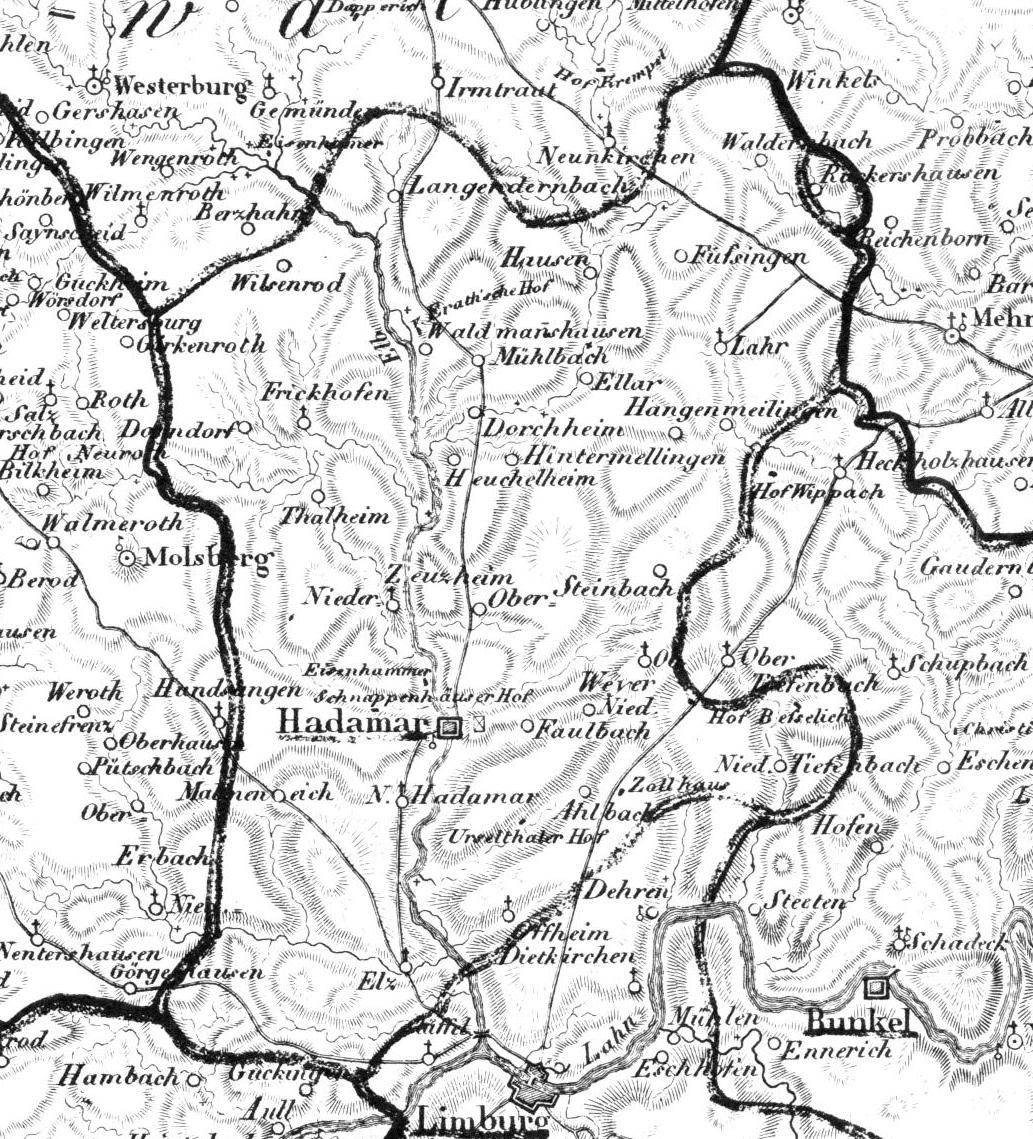
Karte des Amt Hadamar im Herzogtum Nassau

Im vollen Umfang wurde das Haus Nassau 1813 wieder in seine herzogliche Herrschaft eingesetzt. Hadamar gehörte vorerst noch zu Nassau-Oranien. Am 1. Juni 1815 fiel das Amt Hadamar zusammen mit einem Teil der nassau-oranischen Stammlande an das Herzogtum, nachdem die Oranier die niederländische Königskrone angenommen hatten. Zum 1. Juli 1816 wurde die Kommunalordnung geändert. Das dabei neu zugeschnittene Amt Hadamar umfasste die Stadt, 28 Dörfer und vier Höfe. Sowohl in der Stadt als auch im Amt wurden Schultheißen von der herzoglichen Verwaltung eingesetzt. Die Bürger durften in der Stadt lediglich ein beratendes Gremium wählen. In Hadamar wurden in den folgenden Jahrzehnten mehrere Behörden untergebracht: ein Finanzamt für den Amtsbezirk, ein Forstamt, eine Baubehörde und Wegeinspektion mit Zuständigkeit für acht Ämter, ein Amtsarzt, ein Schulinspektor und eine Beschälstation des Gestüts Dillenburg, das 1860 von einem Nebenflügel des Schlosses in ein neu errichtetes Gebäude an der Landstraße nach Hundsangen umzog.

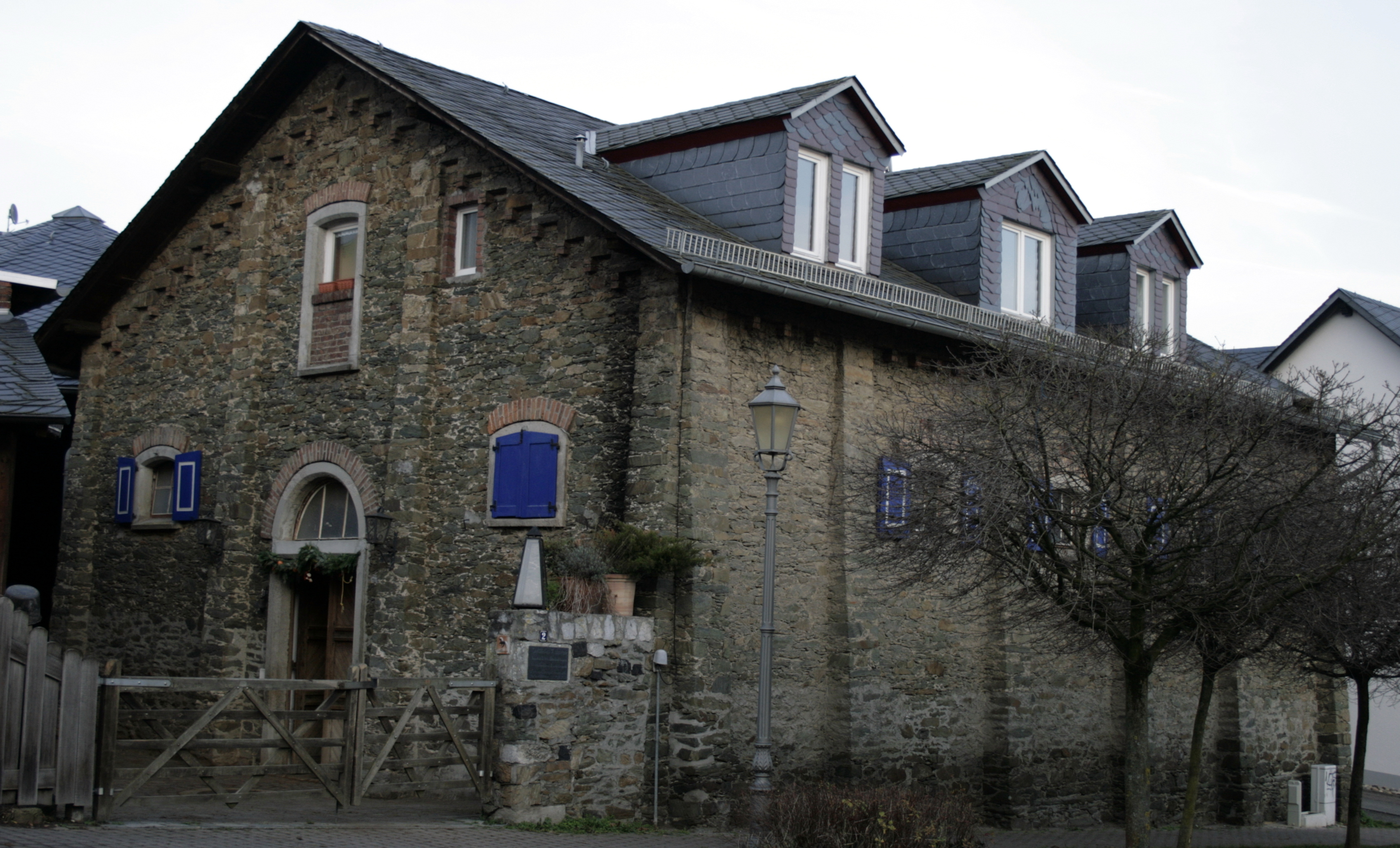
Ehemalige herzogliche Beschälstation, 1860 erbaut

1812 wurde das baufällig gewordene Greisinnen-Hospital abgerissen. Die Stiftung blieb jedoch bestehen und wurde in Bargeld an die Pfründnerinnen ausgezahlt sowie zur Unterstützung der Mädchenschule verwendet. 1816 rissen Schüler des Gymnasiums den Galgen der Hinrichtungsstätte nieder. Ebenfalls 1816 wurde in Hadamar die erste feste Poststelle der Thurn und Taxis’schen Post eingerichtet. Zuvor hatte die Post aus einem Briefträger bestanden, der mehrmals in der Woche zu Fuß nach Limburg ging. Die Posthalterei, die sich im Besitz wechselnder Gastwirte befand, war Teil der Postverbindung zwischen Limburg und Dillenburg, die 1848 nach Wiesbaden verlängert wurde. Anfangs gab es wöchentliche Postfahrten auf dieser Strecke und zusätzlich den Fortbestand der Landpost nach Limburg. Die Frequenz der Verbindungen wurde mit der Zeit erhöht. Ab 1854 gab es neben dem täglichen Eilwagen auf der Strecke Limburg-Dillenburg einen auf der Strecke Limburg-Selters-Hachenburg, der in Hadamar hielt. Die Poststelle in Hadamar hatte besondere Bedeutung für die zahlreichen Einwohner des Umlandes, die während des Westerwälder Pauperismus das Familieneinkommen als fahrende Händler sicherten.
1818 verkaufte die Stadt das alte Rathaus und erwarb dafür das größere von Meusersche Gebäude am Untermarkt, das ab diesem Zeitpunkt auch als Schule diente und in dem sich heute noch die Stadtverwaltung befindet. Der Uhr- und Glockenturm wurde vom alten auf das neue Rathaus versetzt. 1840 entstand eine Niederlassung der Nassauischen Landeskreditkasse, die 1868 zur Filiale der Nassauischen Landesbank wurde.

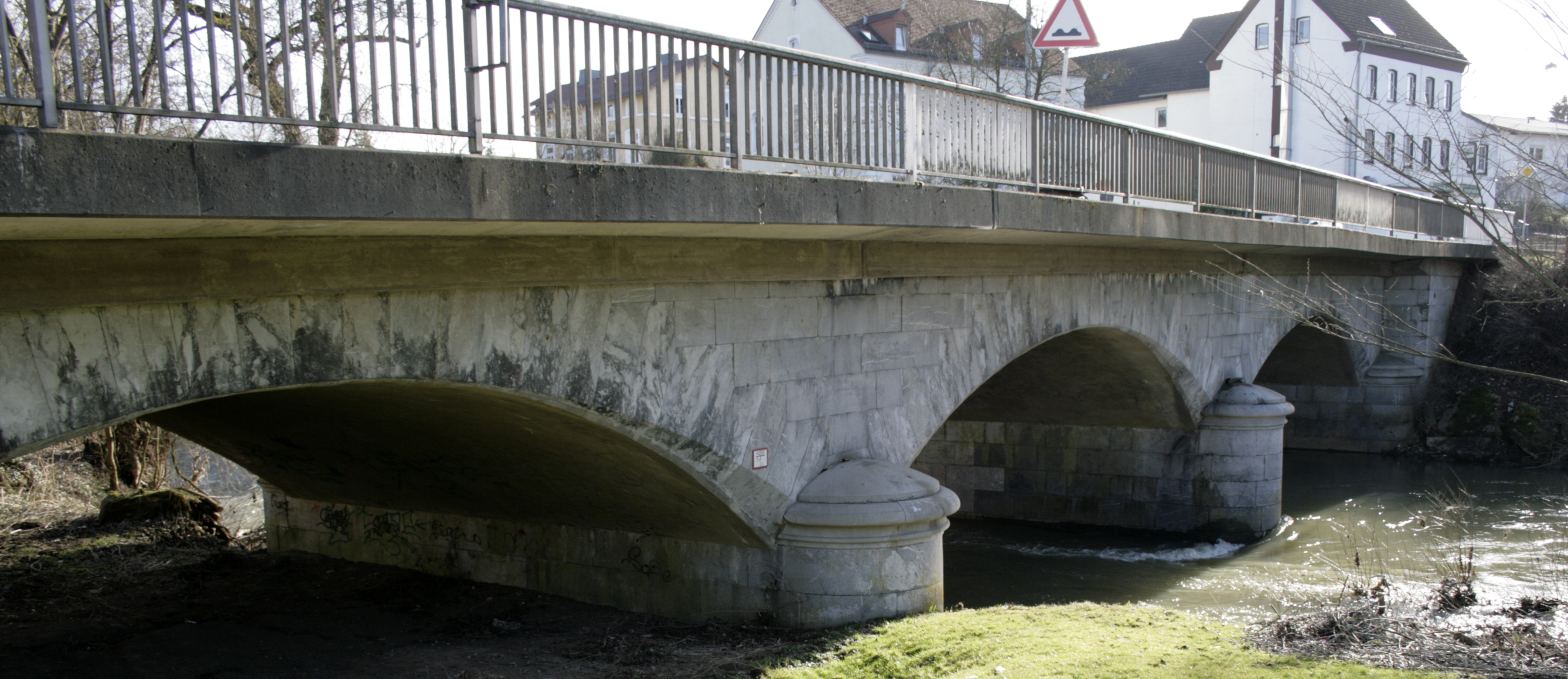
Die 1851 erbaute Schlossbrücke

1824 wurde ein Teil der Schlossbrücke vom Hochwasser weggeschwemmt. Erst 1851 wurde die gesamte Brücke höher und breiter erneuert. Damit war sie ein Bestandteil der geänderten Überlandverbindung, die bis dahin von Niederzeuzheim kommend links der Lahn durch die Stadt und am Hammelburger Tor in Richtung Limburg geführt hatte. Da zu diesem Zeitpunkt die Straße von Niederhadamar über Elz nach Limburg ausgebaut wurde, schlug der Verkehr bald diese Strecke ein, wodurch in der Stadt zunächst die Borngasse und die alte Elbbachbrücke Hauptverkehrswege wurden. Nach dem Ausbau der Schlossbrücke wurde die Borngasse bis zu ihr verlängert. Zu diesem Zweck wurden die Schlossgräben zugeschüttet, ein Teil des Schlossgartens in Straßenfläche umgewandelt und die Gebäude südlich und östlich des Schloss-Wirtschaftshofs abgerissen. Der verbleibende Rest des Schlossgartens wurde als private Baugrundstücke verkauft.
Eine Besonderheit der Hadamarer Entwicklung liegt in der dortigen Hebammenausbildung. Schon vor Bestehen des Herzogtums hatte es eine zentrale Ausbildungsstätte für (oranien-)nassauische Hebammen in der Hohen Schule in Herborn gegeben. Nach Schließung derselben existierte für mehrere Jahre keine zentrale Ausbildungsstätte mehr. Aufgrund einer Herzoglichen Verordnung (12. Juni 1828) wurde 1829 in Gebäuden des ehemaligen Franziskanerklosters eine Hebammen-Lehr- und Entbindungs-Anstalt errichtet. Sie überdauerte das Ende des Herzogtums, wurde aber dann abgewickelt. Sie war die zentrale Ausbildungsstätte der Hebammen für den Einsatz in den nassauischen Gemeinden. Die Hebammen wurden vom Direktor der Anstalt, einem Arzt, ausgebildet. Behandlung und Geburt waren kostenlos. Ledige konnten dort straffrei entbinden.
Zu Beginn der Märzrevolution 1848 setzte die Bürgerschaft in Hadamar die Schultheißen ab und wählte Bürgermeister. Eine Bürgerwehr wurde gebildet und die Steuerzahlung weitgehend eingestellt. Auch unter den Oberschülern des Gymnasiums kam es zu Unruhen und Kundgebungen. Vom 1. Juli bis zum 31. Dezember 1848 erschien die Zeitung „Nassauischer Zuschauer“ in Hadamar. In der Vereinsgründungswelle im Rahmen der Revolution formierten sich in Hadamar vor allem katholische Gruppen, darunter ein Leseverein. Der örtliche Piusverein gehörte im Februar 1849 mit fünf Filialen zu den größten im gesamten Herzogtum.
In der Reaktionsära blieben nur wenige der revolutionären Errungenschaften erhalten. Folge der Revolution war eine Verwaltungsreform, die Verwaltung und Justiz trennte. Hadamar wurde damit zum Sitz eines von elf (Verwaltungs-)Kreisen im Herzogtum sowie eines Justizamtes. Allerdings wurde diese Reform 1854 wieder rückgängig gemacht. Das Amt Hadamar gab ein Amtsblatt heraus, das in den folgenden Jahrzehnten auch das Publikationsorgan der benachbarten Ämter war. Bis zu seinem Aufgang in das Wiesbadener Amtsblatt 1870 änderte sich der genaue Zuständigkeitsbereich des Amtsblatts mehrfach. Mit der Verwaltungsreform von 1854 wurde in Hadamar eine von vier Inspectionen für den Strassen-, Wege- und Brückenbau im Herzogtum sowie ein Steueramt eingerichtet, das dem Hauptsteueramt Oberlahnstein untergeordnet war.

### Im Königreich Preußen, im Deutschen Reich und im 20. Jahrhundert

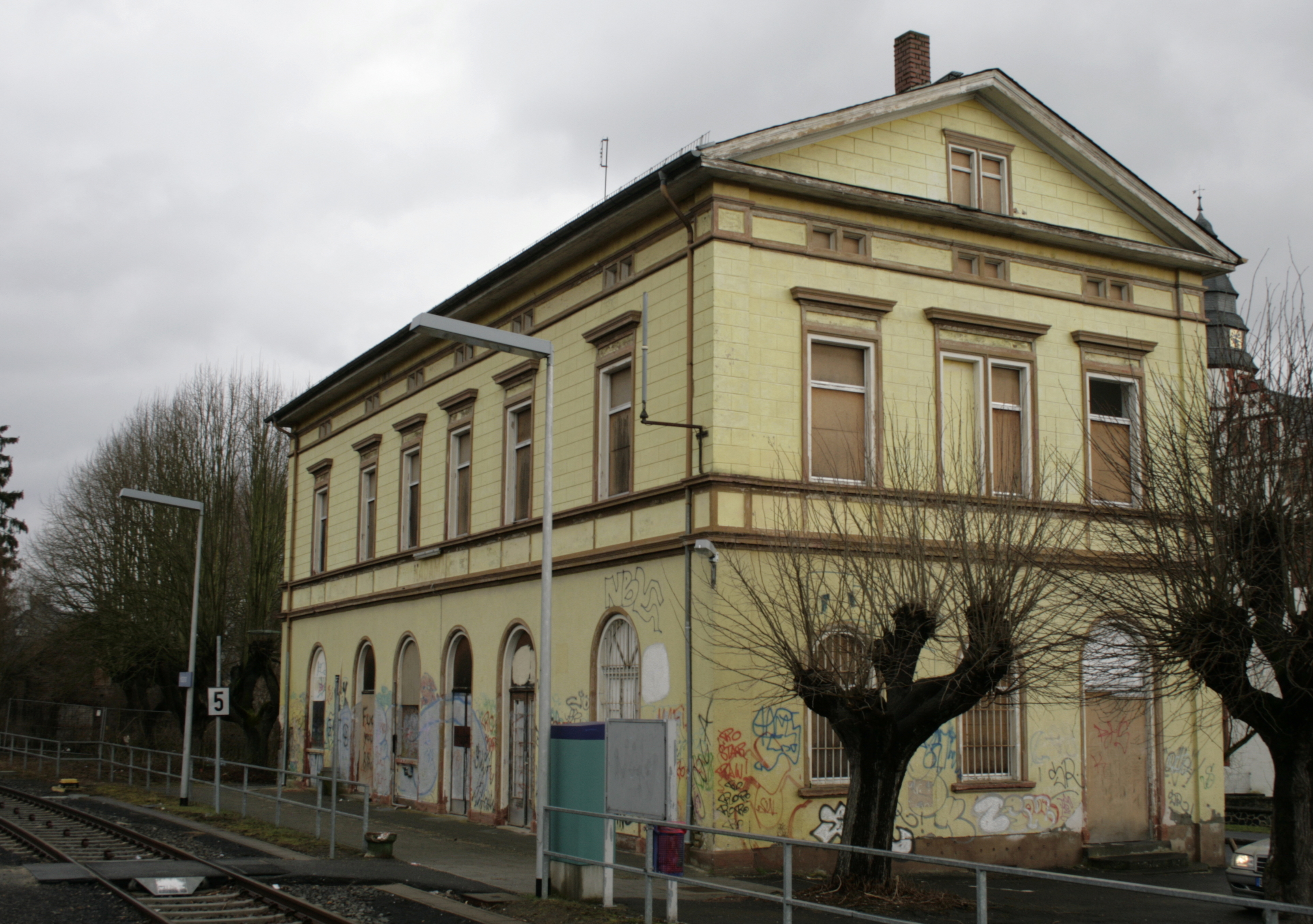
Der Hadamarer Bahnhof aus dem Jahr 1870

Am 20. September 1866 annektierte Preußen das Herzogtum Nassau und damit auch Hadamar. Die Stadt blieb vorerst Sitz eines Amtes, das mit den Ämtern Weilburg und Runkel den Oberlahnkreis bildete, sowie Sitz eines Landgerichts. 1885 wurden Stadt und Amt dem Kreis Limburg zugeordnet.
Die Freiwillige Feuerwehr Hadamar gründete sich am 26. September 1869 in der Gaststätte Nassauer Hof unter dem Kommandanten Huth. Nach dem Wegzug von Huth wurde am 21. Juli 1877 der Polizeianwalt Adolf Mathi als Nachfolger gewählt. Er stellte die 60 Mann starke Feuerwehr gegliedert in fünf Corps (Steiger-, Rettungs-, Spritzen-Corps, Wasserzubringer und Wachtmannschaft) neu auf. Nach zwei Jahren hatte sich die Feuerwehr auf 93 Mitglieder erweitert, von denen 85 aktiv waren. Neben der Freiwilligen Feuerwehr gab es auch eine Pflichtfeuerwehr, in die jeder strafweise versetzt werden konnte, wenn er seinen Verpflichtungen in der Freiwilligen Feuerwehr nicht nachkam. Der engagierte Kommandant Mathi unterstützte mit seiner Hadamarer Feuerwehr auch die Anfang des Jahres 1880 neu gegründete Freiwillige Feuerwehr Beselich-Obertiefenbach durch eine am 3. Oktober 1880 in diesem Dorf erfolgte große Feuerwehrübung.
Der Eisenbahnbetrieb in Hadamar als Haltestelle der Oberwesterwaldbahn begann am 1. Januar 1870. 1886 war die gesamte Strecke fertiggestellt. Dem Bau der Eisenbahnstrecke fielen ein zum Schloss gehörender Lustgarten und die Reitwiese des ehemaligen Marstalles am Schloss zum Opfer. Der Ausbau der Gymnasiumstraße führte 1858 zum Abriss eines Teils der Schloss-Wirtschaftsgebäude und zum Niederlegen des Schlossgartens. In der zweiten Hälfte des 19. Jahrhunderts setzte eine Wachstumsphase ein, in deren Verlauf die Kernstadt Hadamar und das benachbarte Niederhadamar entlang der verbindenden Mainzer Landstraße zusammenwuchsen. Bereits im frühen 20. Jahrhundert war im Siedlungsbild keine Grenze mehr erkennbar.
Am 20. Dezember 1911 entstand die nach dem damaligen Bürgermeister Hartmann benannte Hartmannsbrücke, ein Fußgänger-Steg über den Elbbach zum Friedhof an der Liebfrauenkirche.
1896 wurde die erste Wasserleitung in Betrieb genommen. In den 1960er Jahren wurde die Stadt an das Kanalisationsnetz und an die zentrale Kläranlage bei Limburg angeschlossen.
In Hadamar befindet sich auch das „Musische Internat“, von 1969 bis September 2022 Probensitz der Limburger Domsingknaben und seit 1998 Sitz des Referates Kirchenmusik des Bistums Limburg.
Im Jahr 2024 feiert die Stadt das 700-jährige Stadtjubiläum.

## Wirtschaftsgeschichte

### Landwirtschaft und Mühlen

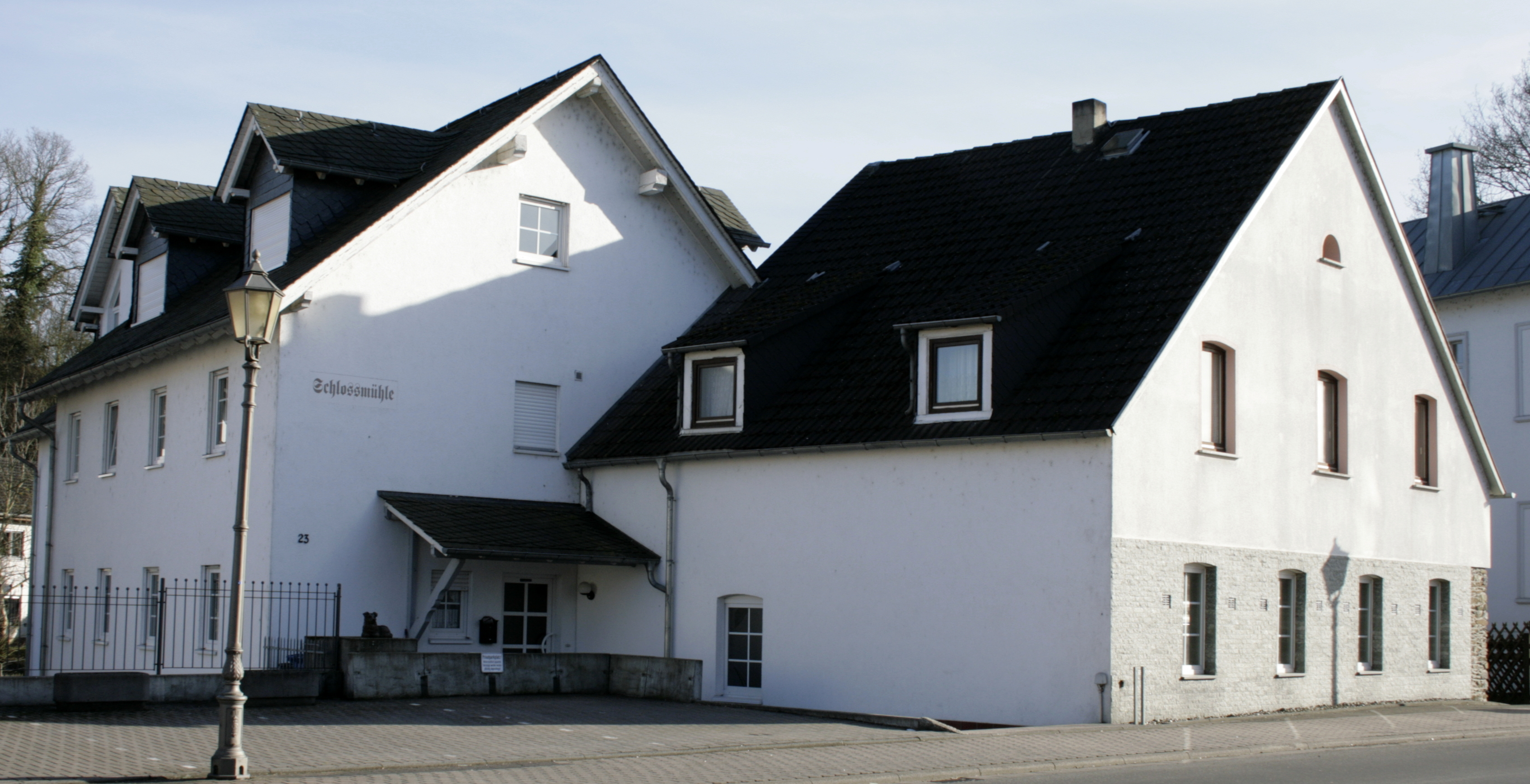
Die heute stark überbaute Schlossmühle

Anders als in den höheren Lagen des Westerwaldes war die Landwirtschaft um Hadamar schon früh von Ackerbau und weniger von Weidewirtschaft geprägt. Nach dem Abschluss der letzten großen Rodungsperiode im Spätmittelalter war auch die Waldfläche im Hadamarer Stadtgebiet vergleichsweise gering. Größere zusammenhängende Waldflächen gab es nur noch um das Hoheholz westlich der Stadt und um den Galgenberg nordöstlich.
Hauptprodukt der Ackerwirtschaft war Getreide. Auf verschiedenen ebenen Geländeabschnitten am Rand der Stadt wurden großflächige Felder angelegt und im Verlauf der Jahrhunderte mehrere Gutshöfe errichtet. Das größte dieser Güter war der Schnepfenhäuser Hof westlich des Orts an der Straße in Richtung Hundsangen. Dieser Hof lag inmitten des Kirchfelds nördlich der Landstraße und des Dammfelds südlich der Straße. Sein Ursprung ist unklar, der Namensbestandteil ‚-hausen‘ deutet auf eine Gründung vor dem Jahr 1000 hin. Urkundlich ist der Schnepfenhäuser Hof erstmals 1334 verbürgt, als er in den Besitz Emichs I. kam. Er wurde als Fronhof mit Arbeitskräften aus den umliegenden Orten versorgt. Im frühen 17. Jahrhundert ließ Graf Johann Ludwig die immer noch in herrschaftlichem Besitz befindliche Hofanlage erweitern. Neben den Gütern betrieben aber nahezu alle Einwohner der mittelalterlichen und frühneuzeitlichen Stadt zumindest als Nebengewerbe Landwirtschaft.
Als Sonderkulturen setzte sich der Tabakanbau durch, der bis etwa 1800 betrieben wurde. Weinanbau wurde am Mönchberg und am Herzenberg bis zum Anfang des 19. Jahrhunderts betrieben. Am Ende des 20. Jahrhunderts wurden an beiden Erhebungen wieder kleine Weinberge angelegt, die aber keine wirtschaftliche Bedeutung mehr haben.
Eine Mühle ist in Hadamar erstmals für 1203 belegt. Die später als „Stadtmühle“ bekannte Anlage hatte den Mühlenbann über die Stadt selbst und Hadamar und war bis 1964 Jahre in Betrieb, zuletzt als Kalkmühle. Die ältere Schlossmühle am gleichen Mühlgraben, 1215 erstmals erwähnt, hatte den Bann für Steinbach und wurde am Anfang des 17. Jahrhunderts in die neu errichteten Wirtschaftsgebäude des Schlosses integriert. 1705 wurde diese Mühle als „neue Schlossmühle“ an der Mündung des Faulbachs in den Elbbach verlegt. Zuletzt beherbergte diese Mühle neben einem Landhandel bis 1951 ein kleines Elektrizitätswerk. Neben diesen beiden Mühlen gab es mehrere meist kurzlebige Öl-, Kalk- und Walkmühlen in Hadamar. An der Straße nach Niederzeuzheim war ab der Mitte des 17. Jahrhunderts der so genannte „Hammer“ in Betrieb. Am Ort des vormaligen Gutshofes Rödchen verarbeitete diese Anlage angeliefertes Roheisen zu Nägeln und anderen eisernen Waren. 1805 begann dort auch die Drahtproduktion. 1908 entstand neben dieser Mühle das erste Hadamarer Gaswerk und 1924 ein Elektrizitätswerk.

### Bergbau

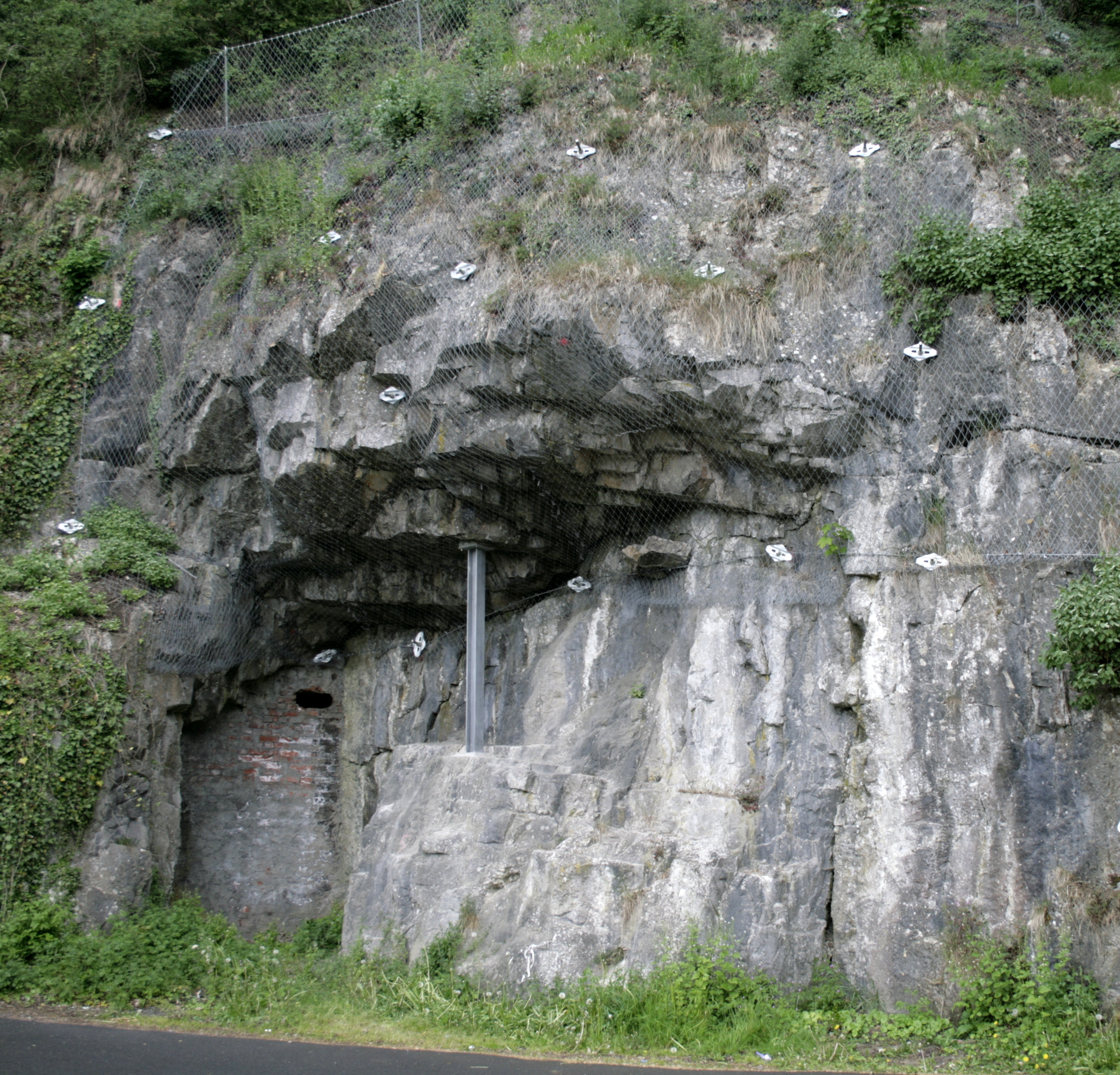
Heute verschlossener Eingang zu einem Stollen unter dem Herzenberg

Insbesondere verschiedene Gesteinsarten wurden in Hadamar abgebaut. Der reichlich vorhandene devonische Kalkstein wurde bereits im Mittelalter als Baustein verwendet und zu Kalk gebrannt. In der zweiten Hälfte des 19. Jahrhunderts entstand südlich der Stadt ein größerer industriell betriebener Kalksteinbruch mit mehreren Öfen, der später auch Zement herstellte und bis zu hundert Arbeiter hatte. 1958 wurde der Betrieb eingestellt. In der Gemarkung Hexenschlucht wurde Schalstein, am Galgenberg Basalt zu Bauzwecken gebrochen. 1930 stellte der Basaltsteinbruch seinen Betrieb ein. Im 18. und vielleicht noch im 19. Jahrhundert wurde schwarzer Marmor an der Gemarkungsgrenze nach Niederhadamar, in der Gemarkung Hallschlag rosa und nördlich des Herzenbergs weißer, roter und gelber Marmor in geringem Umfang gewonnen.
Eisenerzbergabbau wurde spätestens ab dem Ende des 16. Jahrhunderts immer wieder sporadisch betrieben. 1769 wurden am Herzenberg Kupfererz und Schwefelkies abgebaut. Verschiedene Erzarten, insbesondere nennenswerte Manganvorräte wurden ab 1827 in der Hadamarer Gemarkung gefördert, ab der Mitte des Jahrhunderts im größeren Umfang auch der geringwertige Brauneisenstein. Spätestens 1899 endete der Eisenerzabbau.
1783 trat am Galgenberg ein Braunkohleflöz zutage, das aber nach kurzem Abbau bereits erschöpft war. Im Ersten Weltkrieg wurde am Galgenberg ein kleines Vorkommen ölhaltiger Tone abgebaut.

### Märkte
Erster Hadamarer Marktplatz für den Wochenmarkt dürfte der Lindenplatz am östlichen Kopf der alten Elbbachbrücke gewesen sein. Standort des Jahrmarkts war vermutlich schon im Mittelalter der heutige Untermarkt, damals noch vor den Mauern gelegen. Die Standfläche könnte sich bis zum Alten Markt erstreckt haben. Unter- und Alter Markt wurden erst durch den Stadtumbau unter Johann Ludwig um 1620 getrennt. Zusätzlich ließ er nördlich des Untermarkts den Neumarkt anlegen.
Erstmals belegt ist ein Jahrmarkt in Hadamar für 1430. Zeitweise gab es bis zu acht Jahrmärkte zu wechselnden Daten. Überregional bedeutend dürften die Hadamarer Wollmärkte gewesen sein, die mindestens bis 1776 zweimal jährlich abgehalten wurden, sowie der bis ins 20. Jahrhundert hinein abgehaltene Fruchtmarkt, bei dem Getreide und andere Feldfrüchte in großem Umfang gehandelt wurden. Für das 17. Jahrhundert sind zudem zwei jährliche Krammärkte verbürgt. Die Wochenmärkte mit ihrem Lebensmittelhandel erlangten erst eine größere Bedeutung, als sich im 17. Jahrhundert eine größere Bevölkerungsgruppe ausbildete, die nicht mehr selbst zumindest nebenher Landwirtschaft betrieb. Im 18. Jahrhundert bestand eine „Hänse“ genannte Vereinigung der Markthändler.

### Weiteres Gewerbe
Handel und Handwerk waren in Mittelalter und Neuzeit vor allem auf den kleinstädtischen Bedarf ausgerichtet. Zum Teil schlossen sich die Handwerker zu zunftähnlichen Vereinigungen zusammen, die in der Neuzeit auch Mitglieder aus umliegenden Dörfern aufnahmen, insgesamt aber klein blieben. Durch die Hofhaltung und die Konzentration von Verwaltungseinrichtungen kamen einige für Kleinstädte ungewöhnliche Gewerbe dazu, darunter unter anderem Buchbinder.
Ein spezifischer Gewerbezweig entstand erst nach dem Zweiten Weltkrieg. Begünstigt durch die Ansiedlung einiger deutschsprachiger Flüchtlingsfamilien aus dem Sudetenland, die das Glashandwerk in die Stadt mitbrachten und Betriebe gründeten, ist die Entstehung der Erwin-Stein-Glasfachschule zu erklären, in der Glashandwerker und Glasmaler aus ganz Deutschland ausgebildet werden. Zeitweise war Hadamar auch ein bedeutender Standort für die Glasproduktion. Dieser Wirtschaftszweig erlosch in den letzten Jahrzehnten des 20. Jahrhunderts aber weitgehend.

## Religionsgeschichte

### Mittelalter
Vermutlich war Hadamar ursprünglich auch Teil des Kirchspiels Dietkirchen. Spätestens 1195 gehörte es aber dem Kirchspiel Niederzeuzheim an, bis es in der zweiten Hälfte des 13. Jahrhunderts ein eigenes Kirchspiel bekam.
Auf 1190 datiert der früheste Nachweis der Ägidienkapelle auf dem Burgberg, dem späteren Mönchberg. Möglicherweise wurde sie zusammen mit oder kurz nach der Turmburg der Leininger errichtet. Der Friedhof der Kapelle blieb das gesamte Mittelalter hindurch die Grablege für die Bewohner Hadamars und Faulbachs. Nach der Gründung des Zisterzienserhofs nutzten die dortigen Mönche die Ägidienkapelle mit, was zu Auseinandersetzungen mit dem Pfarrer von Niederzeuzheim führte. 1231 erhielten die Mönche die Kapelle mitsamt dem zugehörigen Grundbesitz, während der Niederzeuzheimer Pfarrer das Ausüben der Sakramente und die damit verbundenen Einnahmen behielt. 1320 gehörte die Ägidienkirche zum Erwerb des Grafen Emich, womit auch die Verbindung zu Niederzeuzheim endgültig getrennt war. Mit hoher Wahrscheinlichkeit war die Kapelle aber spätestens 1275 bereits zur eigenständigen Pfarrkirche für Hadamar erhoben worden.

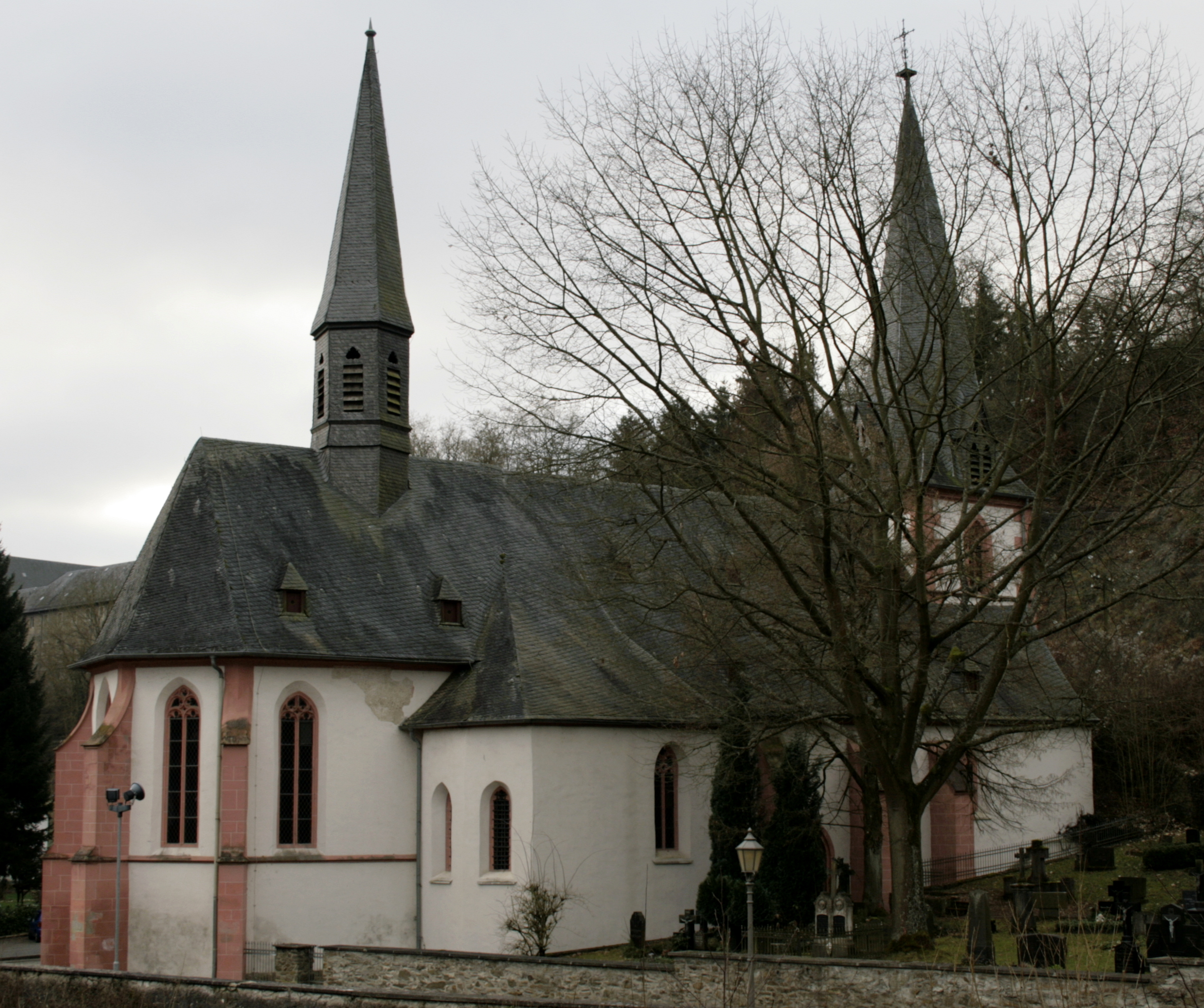
Liebfrauenkirche

Kurz vor 1379 ließ der Hadamarer Pfarrer einen zunächst dem Heiligen Kreuz geweihten Bildstock am Fuß des Mönchbergs und am Ufer des Elbbachs zu einer Marienkapelle erweitern, aus der 70 Jahre später die Liebfrauenkirche entstehen sollte. Spätestens mit der Erweiterung setzten umfangreiche Wallfahrten zu dieser Kirche ein. 1637 übernahm die Liebfrauenkirche die Funktion der Hadamarer Pfarrkirche von der Ägidienkirche. In der Reformation wurde die Liebfrauenkirche weitgehend ihrer Innenausstattung beraubt, darunter die meisten der acht Altäre. Der Hochaltar kam nach Münstermaifeld. Von seiner ursprünglichen Gestaltung ist heute kaum noch etwas erhalten. Möglicherweise handelt es sich bei der Marienstatue, die heute in der Herzenbergkapelle steht, um die Statue, die ursprünglich in der Liebfrauenkirche im Zentrum der Marienverehrung stand. Der Überlieferung zufolge wurde sie aus dem Hadamarer Land nach Koblenz in Sicherheit gebracht. 1676 holten die Jesuiten sie auf den Herzenberg. Die Statue weist eine große Ähnlichkeit mit den Abbildungen auf, die auf der 1451 geschaffenen Glocke der Liebfrauenkirche zu sehen sind.
Im Mittelalter war die Liebfrauenkirche das Zentrum einer Priesterbruderschaft, die sich aber nie zu einem Kollegiatstift auswuchs. Angehörige waren die acht Altaristen der Kirche sowie mehrere Pfarrer aus dem Umland. Die Altaristen bewohnten Häuser in der Stadt, die zum Grundbesitz der Kirche gehörten. Möglicherweise entstand aus dieser Gemeinschaft im 15. Jahrhundert eine erste Lateinschule in Hadamar.

### Reformation
1523 sind für Hadamar erstmals Predigten des Pfarrers Gerhard Lorich nach den Lehren Martin Luthers belegt. Lorich blieb jedoch bis 1546 Pfarrer und trat nie der evangelisch-lutherischen Konfession bei. Als jedoch 1535 Graf Eberhard von Eppstein-Königstein starb, wurde der evangelische Graf Ludwig zu Stolberg dessen Erbe und damit Miteigentümer von Hadamar. Die nassau-dillenburgischen Grafen als weitere Eigentümer waren bereits zuvor evangelisch geworden. Die Reformation wurde ab diesem Zeitpunkt schleichend eingeführt, wobei der Dillenburger Hofprediger und Superintendent Erasmus Sarcerius eine wichtige Rolle spielte. 1546 erließen die beiden Landesherren eine neue Kirchenordnung, entließen Gerhard Lorich und setzten den vorherigen Kaplan Johann Stein als evangelischen Pfarrer ein. Auch die stiftähnliche Struktur der Liebfrauenkirche wurde aufgehoben. Die Landesherren zogen die Güter und wertvolle Kirchenausstattung weitgehend ein und wandelten sie teilweise in Stiftungen zur Ausbildung von Theologen und Beamten um. In der Kirchenordnung von 1546 war auch die Gründung einer Elementarschule verankert. Sie wurde ebenso aus den Altarpfründen der Liebfrauenkirche ausgestattet wie die 1566 neu gegründete Pfarrei Oberweyer.
1572 wechselte Hadamar, das inzwischen ganz in nassau-dillenburgischen Besitz übergegangen war, mit seinem Herrscher, Graf Johann VI., zum Calvinismus über. Aus diesem Grund wurde die Inneneinrichtung der Ägidien- und der Liebfrauenkirche größtenteils entfernt und verkauft oder zerstört.

### Rekatholisierung

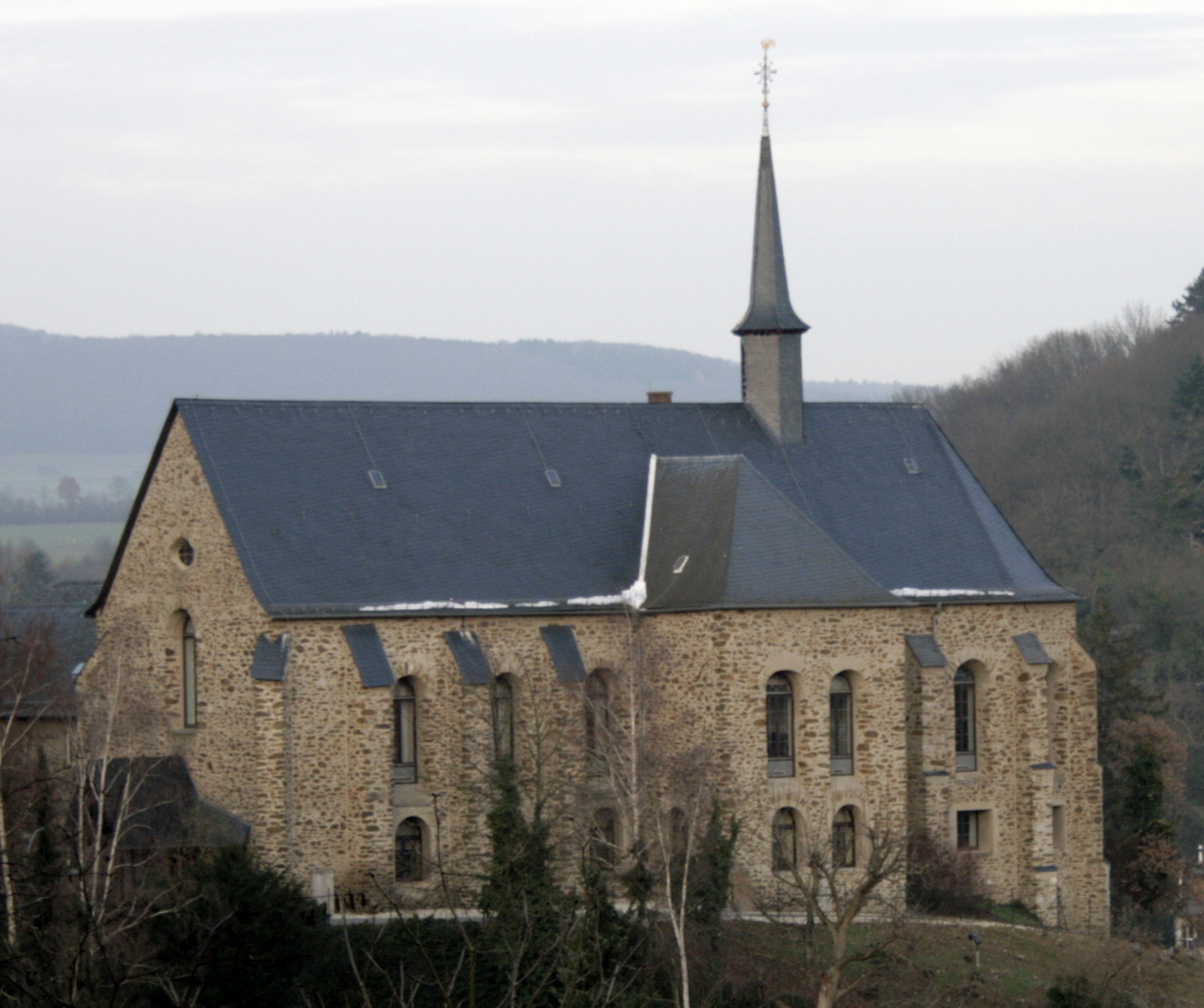
Die neue Ägidienkirche heute

Im Jahr 1629 trat Graf Johann Ludwig am Kaiserhof in Wien zum Katholizismus über. Seit diesem Zeitpunkt blieb die Stadt bis heute mehrheitlich katholisch. Zudem bemühte sich Johann Ludwig um die Ansiedlung mehrerer Ordensgemeinschaften. Im Januar 1630 ließen sich die ersten Jesuiten in der Stadt nieder, um als erste die katholische Seelsorge wieder aufzunehmen. Jesuiten hatten Johann Ludwig auch bei seiner Konversion in Wien begleitet. Als sich ein schwedisches Heer näherte, flüchteten sie Ende 1631 nach Koblenz. Die Seelsorge stellten von Lichtmess 1632 drei Augustinerchorherren und ab dem 24. März ein Franziskanerpater sicher. Das nahe gelegene Limburg war zu diesem Zeitpunkt der Sitz einer Franziskanerprovinz. Zu Weihnachten 1636 kehrten die Jesuiten zurück.
1637 bestimmte Fürst Johann Ludwig die Liebfrauenkirche zur Pfarrkirche für die Stadt und schenkte den Franziskanern die Ägidienkirche, wo sich weiterhin der Friedhof befand. Bereits 1624 hatte er die Liebfrauenkirche umbauen und eine Gruft für seine Familie unter dem Chor anlegen lassen. Mit dieser Verteilung der Kirchen war auch die Konkurrenz zwischen Augustinerchorherren, Franziskanern und Jesuiten um die Stelle des Hadamarer Pfarrers zu Gunsten letzterer entschieden. Die Jesuiten erhielten zudem gewisse aufseherische Vollmachten gegenüber den anderen Orden in der Stadt. Die Franziskaner erhielten die Pfarrei Niederhadamar, zu der auch der Nachbarort Offheim gehörte. 1637 erhielt die Franziskanerniederlassung auch den Status eines eigenständigen Konvents. Zuvor hatte es sich lediglich um eine Niederlassung des Limburger Klosters gehandelt. Von 1639 bis 1772 waren sämtliche Hadamarer Pfarrer Jesuiten. Das Recht der Investitur des Hadamarer Pfarrers lag de jure beim Trierer Erzbischof, jedoch setzte de facto der Fürst die Pfarrer ein, wogegen das Erzbistum jedoch keinen Einspruch eingelegt zu haben scheint. Zwar gab es mehrfach Verhandlungen über die Pfarrstellenbesetzung in Hadamar, jedoch blieb dieses Recht auch in den folgenden Jahrhunderten bei der jeweiligen Landesherrschaft. Erst 1929 ging es per Vertrag wieder an die Kirche über.
Ab 1637 erfolgte nach und nach der Abriss der alten Ägidienkirche, um an ihrer Stelle das Franziskanerkloster zu errichten. Den Bau förderte Johann Ludwig in den folgenden Jahren durch mehrfache Zuwendungen. 1642 wurde der erste Flügel des Konventsgebäudes fertig. Erst 1667 war der Klosterbau vollständig abgeschossen. 1658 begann die Errichtung der neuen, heute noch erhaltenen Ägidienkirche. Im Jahr 1666 war die Kirche fertig, 1678 wurde sie geweiht. Dabei wurde auch der alte Friedhof überbaut und mit der Belegung des heutigen „alten Friedhofs“ an der Liebfrauenkirche begonnen. Zum Schutz vor dem Hochwasser des Elbbachs wurde der Friedhof mit einer Mauer umgeben. Bis 1910 erreichte er seine heutige Ausdehnung. 1666 war die neue Ägidienkirche vollendet, 1678 wurde sie geweiht. 1654 gaben die Franziskaner die Pfarrei Oberweyer auf und erhielten dafür die wesentlich größere Pfarrei Niederzeuzheim. 1670 wurde Offheim eine eigenständige Pfarrei, die ebenso von Hadamarer Franziskanern besetzt wurde wie ab 1752 Höhn im Westerwald. 1722 erhielten die Franziskaner auch das Amt des Kaplans der Schlosskirche. Das Franziskanerkloster erlebte einen stetigen Wachstumsprozess. Die Klosterbibliothek wuchs bis ins 19. Jahrhundert auf mehrere tausend Bände an.

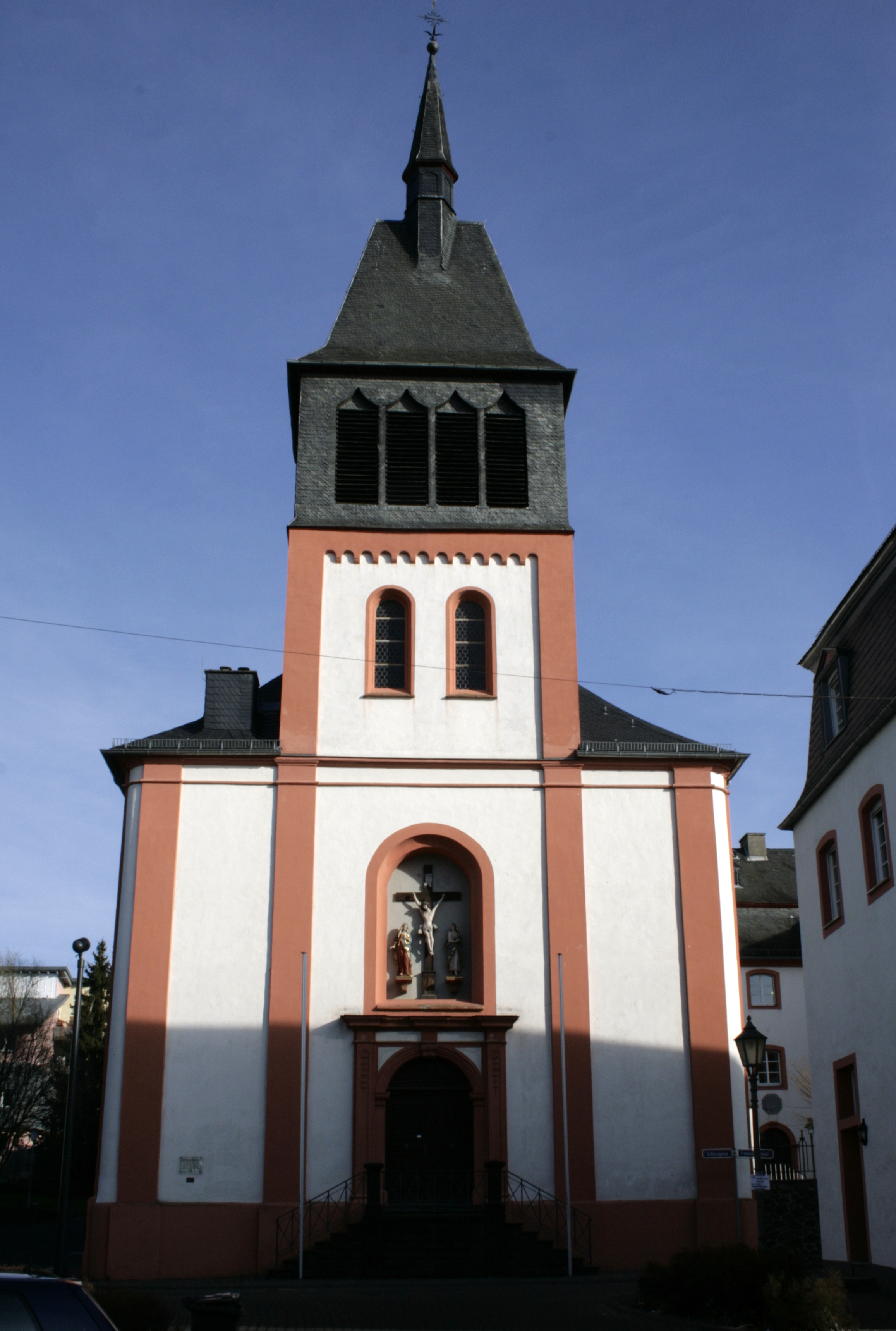
Stirnseite der Jesuitenkirche

Mehrfach versuchte Johann Ludwig, die Jesuiten mit dem nötigen Geld und ausreichend Grundbesitz auszustatten, damit diese ein Kloster errichten und die Lateinschule wieder beleben, die bereits zuvor bestanden hatte, im Krieg aber ihren Betrieb einstellte. Erst 1641 erhielten die Jesuiten jedoch vom Grafen ein Haus geschenkt, das südlich an das Schlossgrundstück grenzte. Zuvor hatten sie im Schloss selbst gelebt. 1650 kaufte der Graf die Reste des Klosters Beselich sowie im folgenden Jahr einen größeren Adelshof der Familie Langenbach an der Stelle der heutigen Pfarrkirche. 1652 wurden aus dem Beselicher Kapital sowie erheblichen Beistiftungen und auf dem gekauften Stadtgrundstück die Jesuitenniederlassung und das zugehörige Gymnasium offiziell gegründet. Bis 1764 entstanden die heutige Pfarrkirche sowie der umgebende Gebäudekomplex der Jesuiten. Die anfangs geplante Errichtung eines Priesterseminars ließ sich nicht verwirklichen. Bei der Auflösung des Jesuitenordens 1773 durften die beiden Ordensbrüder, die die Aufgaben des Stadtpfarrers versehen hatten, im Amt bleiben. Die übrigen zwölf Ordensmitglieder mussten die Stadt verlassen. Danach siedelten sich nie wieder Jesuiten in Hadamar an.
1627 war eine Mädchenschule eröffnet worden, deren Leitung 1678 die Schwestern Tonsor, beide Dominikanerinnen, übernahmen. 1704 wurde die Schule vom Dominikanerorden offiziell als Niederlassung anerkannt. Das Ordenshaus erhielt 1706 eine Kapelle. Bereits ab diesem Zeitpunkt war die Niederlassung als „St. Annahaus“ bekannt. Trotz einiger Eintritte von Novizinnen blieb das Kloster klein und finanziell schlecht ausgestattet. Vermutlich gehörten niemals mehr als 20 Frauen dem Konvent an. 1790 bis 1798 mussten die Nonnen die Schule an eine Hadamarer Bürgertochter übergeben.
1767 trat die 33-jährige Anna Margarete Lorger, eine Bauerstochter aus Offheim, in das Hadamarer Dominikanerinnenkloster ein. Vom Juni 1775 an musste sie fast ständig krank das Bett hüten. 1780 trat bei ihr das erste Lanzenstigma auf. 1782 kamen die vier Wundmale an Händen und Füßen hinzu. Ab etwa 1785 folgten intensive Untersuchungen durch Ärzte und das Erzbistum Trier. Am 8. Februar 1806 starb Anna Margarete Lorger.

### Hadamarer Katholizismus im 19. und 20. Jahrhundert
Als im Rahmen des Reichsdeputationshauptschlusses 1803 die Klöster aufgehoben wurde, blieb das Hadamarer Franziskanerkloster als eines der letzten bestehen und wurde zur gesammelten Unterbringung von Patres aus bereits aufgehobenen Klöstern verwendet. 1816 schloss dann auch die Hadamarer Niederlassung der Franziskaner endgültig. Das Herzogtum Nassau zog die Gebäude ein und schenkte sie noch 1816 der evangelischen Gemeinde in der Stadt. Diese verkaufte sie jedoch wegen der hohen Unterhaltskosten bereits 1827 zurück. Später wurde das Gelände auf dem Mönchberg Standort verschiedener Heileinrichtungen und im Dritten Reich der Tötungsanstalt Hadamar.
Auch die Aufhebung des Dominikanerinnenklosters zog sich lange hin, da es nur über geringen Besitz verfügte und die Versorgung der verbliebenen Bewohnerinnen die beteiligten Verwaltungen eine erhebliche Summe gekostet hätte. Erst zum Ende des Jahres 1816 wurde das Nonnenkloster endgültig aufgehoben. Im Rahmen einer Versteigerung erwarb 1818 der Stadtrat Franz Gensler im Auftrag eines Bürgerkonsortiums das Kloster mit sämtlichem Grundbesitz.
Bei seinem Tod 1829 besaß Gensler ein Drittel des Klosterguts sowie ein beträchtliches eigenes Vermögen, das er als Gerber erworben hatte. Dieses Kapital brachte er in eine Stiftung ein, mit der das St. Annahaus zum Heim für sechs alte, arme Frauen gemacht wurde. Aus dem restlichen Stiftungskapital sollten der Besitz erhalten und die Bewohnerinnen versorgt werden. 1835 zogen die ersten Pfründnerinnen ein. In den folgenden Jahrzehnten vergrößerten verschiedene Hadamarer Bürger die Stiftung. Am 1. bzw. 6. Mai 1856 zogen erneut Schwestern in das ehemalige Dominikanerinnenkloster ein: Die erst fünf Jahre zuvor kirchlich gegründeten Armen Dienstmägde Jesu Christi aus Dernbach im Westerwald schickten eine Krankenschwester nach Hadamar, der bald weitere folgen sollten. Damit begann die Erweiterung des Altenheims zum Krankenhaus. Kurz darauf übernahmen die Dernbacher Schwestern auch die Haushaltsführung im bischöflichen Konvikt und gründeten ebenda eine Filiale am 27. März 1899. Sie übernahmen 1892 auch die Leitung einer „Kleinkinderschule“, des Vorläufers des Hadamarer Kindergartens. 1927 wurde das alte Klostergebäude niedergerissen und im Sommer 1928 das heute noch bestehende Krankenhausgebäude bezogen. Nachdem im Dritten Reich die staatliche Förderung weitgehend eingestellt worden war, brach 1938 der Krankenhausbetrieb und damit die Genslersche Stiftung zusammen. Die verbliebenen Dernbacher Schwestern siedelten in ein Haus in Kirchenbesitz am Herzenberg um. Am 31. Januar 1950 wurde die Niederlassung der Armen Dienstmägde Jesu Christi endgültig aufgehoben.

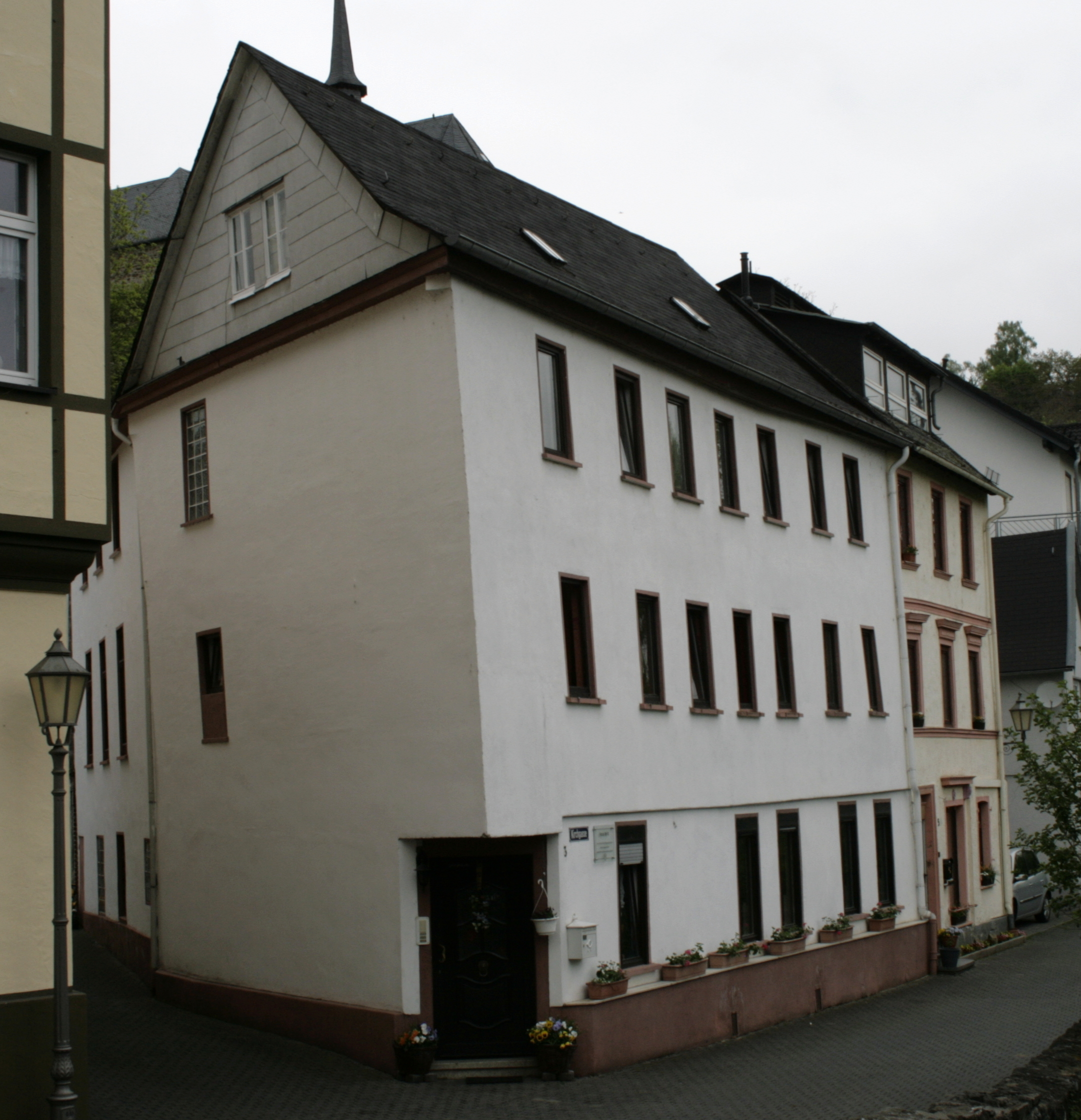
Gebäude des ersten Hospitals der Barmherzigen Brüder von Montabaur in Hadamar

Die Freiheitsbewegung des Jahres 1848 hatte zur Folge, dass die Hadamarer Katholiken wieder viele Jahrzehnte zur Wallfahrtskapelle Maria Hilf Beselich pilgerten und dort eindrucksvoll ihren Glauben kundgaben. 1852 wurde das zwischenzeitlich erloschene Konvikt vom Bistum Limburg erneuert, das dazu eine Stiftung des Dichters Clemens Brentano an Bischof Peter Josef Blum verwendete. Es kam in einem Gebäude der Alten Chaussee unter, im folgenden Jahr zog es in die Neugasse um. Von 1903 bis 1905 wurde das heutige, weithin sichtbare Gebäude errichtet und erhielt den Namen „Collegium Bernardium“. Am 2. März 1939 besetzte die Geheime Staatspolizei das Gebäude, schloss das Konvikt und verhaftete mehrere dort arbeitende Geistliche. In den folgenden Jahren diente das Gebäude als Schülerheim für angehende Lehrer, später als Gefangenenlager für polnische und britische Offiziere unter der Bezeichnung Oflag XIIB. Von 1946 bis 1969 bestand dort wieder das Konvikt, danach das Internat der Limburger Domsingknaben. 2008 verließen die letzten Internatsschüler das Gebäude. Heute dient es als Ausbildungsstätte der Domsingknaben ohne Übernachtungsmöglichkeit und als Sitz verschiedener Dienststellen des Bistums Limburg.
Hadamar kann als eigentlicher Gründungsort der Barmherzigen Brüder von Montabaur angesehen werden. Ihr Gründer, Peter Lötschert, absolvierte in Hadamar seine Kaufmannslehre und kehrte 1856 nach seiner Hinwendung zur christlich inspirierten Krankenpflege in die Stadt zurück. Von einem Haus in der Kirchgasse aus betreute er Gleichgesinnte, vor allem die Kranken im städtischen Josephsspital. 1862 wurde ein neues Gebäude für das Spital an der Gymnasiumstraße erbaut und 1912 erweitert. Ab 1939 schränkten die staatlichen Organe den Betrieb des St. Josephshauses immer weiter ein. Zeitweise stand es leer, war Lager für verwundete Kriegsgefangene, Schülerheim und schließlich Krankenhaus für geschlechtskranke Frauen. 1951 verließen die Barmherzigen Brüder wegen zurückgehender Mitgliederzahlen Hadamar. Das St. Josephshaus wurde zum staatlichen Altenheim umgewandelt.
Im Jahr 1917 ließen sich erstmals wieder Franziskaner (OFM) in Hadamar nieder, um im Südflügel des ehemaligen Jesuitenklosters ein Studienheim für ihren Ordensnachwuchs aufzubauen. Am 1. März 1939 erzwang die Gestapo die Übernahme des Gebäudes. Der letzte Rektor, Pater Justus Michel, wurde in ein Konzentrationslager gebracht. Nachdem die drei verbliebenen Patres kurze Zeit weiter Seelsorge in der Stadt betrieben hatten, verließen sie noch vor Jahresende Hadamar. Nach dem Zweiten Weltkrieg nahm der Orden den Studienheimbetrieb wieder auf und erweiterte ihn 1965 um den Ostflügel des ehemaligen Jesuitenklosters. 1974 wurde das Internat geschlossen, 1976 gaben die Franziskaner den Standort Hadamar ganz auf. Das Bistum Limburg übernahm ihre Gebäude und brachte dort verschiedene Verwaltungseinrichtungen unter. Ein Teil wird zudem von der örtlichen katholischen Kirchengemeinde genutzt.
Das St. Annahaus war nach dem Ende des Krankenhausbetriebs vorübergehend Militärlazarett, Schülerheim, Oberschule, Unterkunft für US-amerikanische Truppen und für Heimatvertriebene. Am 26. November 1947 wurde die Genslersche Stiftung erneut ins Leben gerufen. Nachdem die staatliche Anerkennung als Krankenhaus ausgesprochen war und Pallottinerinnen, die in Limburg ihren Ordenssitz haben, die Pflege übernommen hatten, begann am 1. April 1949 erneut der Krankenhausbetrieb, der 2008 endete. Inzwischen beherbergt das Gebäude ein Alten- und Pflegeheim, eine Krankenpflegeschule und ein Gesundheitszentrum mit verschiedenen Arztpraxen.

### Evangelische Gemeinde nach der Rekatholisierung
Auch nach dem Übertritt Johann Ludwigs gab es zumindest eine kleine reformierte Hofgemeinde, da Ursula, die Frau des Grafen, deren Töchter sowie einige Bedienstete und Beamte der Regierung mit Erlaubnis Johann Ludwigs reformiert geblieben waren. Die ältere Schlosskapelle diente dieser Gemeinde als Gottesdienstort, während die neuere und größere Schlosskirche ebenfalls katholisch wurde. Mit dem Tod Ursulas 1638 verließ der letzte reformierte Prediger die Stadt. Mit der Heirat von Johann Ludwigs letzter Tochter im Oktober 1656 dürften auch die reformierten Gottesdienste durch Pfarrer aus Diez in Hadamar geendet haben.
Nach dem Erlöschen des Fürstenhauses Nassau-Hadamar wurden unter der Herrschaft der reformierten Nassau-Diezer 1747 erstmals wieder Gottesdienste dieser Konfession in Hadamar gefeiert. Die Teilnehmer kamen aus der mehrheitlich reformierten Beamtenschaft der Verwaltungsorgane in Hadamar sowie dem in der Stadt stationierten nassau-oranischen Bataillon. Erneut stellte die Kirchengemeinde aus Diez die Geistlichen. Per Dekret erhielt die reformierte Gemeinde in Hadamar zum November 1752 einen eigenen Pfarrer. Gottesdienstort war ein Raum im Ostflügel des Schlosses. 1791 schenkte die nassau-oranische Regierung der Gemeinde die Schlosskirche, die darauf entsprechend den Erfordernissen des reformierten Ritus umgebaut wurde. Die wenigen Lutheraner in der Stadt nahmen ebenfalls an den reformierten Gottesdiensten teil, bevor beide Konfessionen sich 1817 zur evangelisch-christlichen Kirche zusammenschlossen. Die evangelische Gemeinde Hadamar gehörte zunächst dem Dekanat Kirberg und später dem Dekanat Runkel an. Neben der Stadt umfasste der Hadamarer evangelische Pfarrbezirk mehr als 20 Dörfer in den Ämtern Hadamar und Wallmerod.

### Jüdische Gemeinde

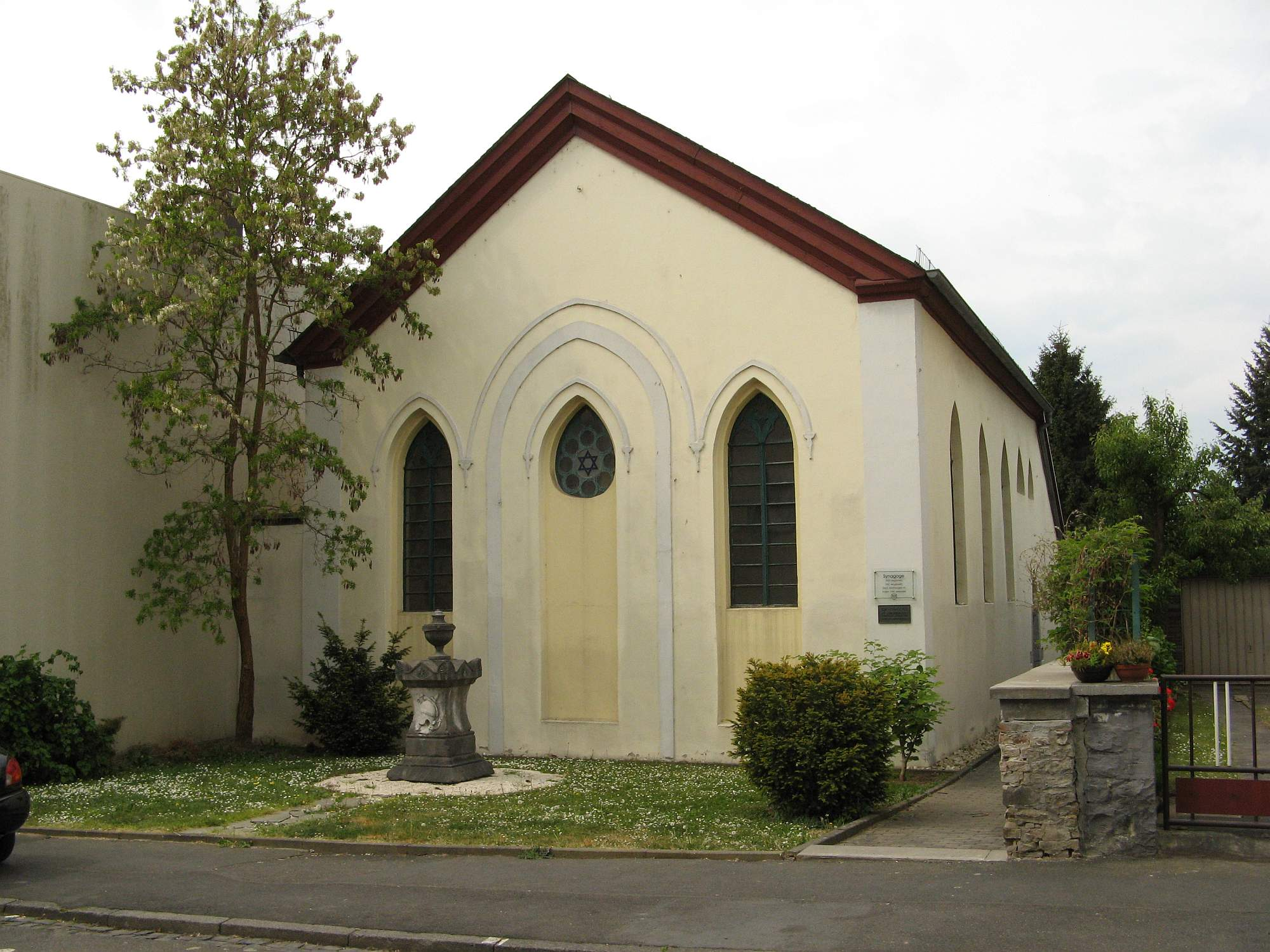
Ehemalige Synagoge

Jüdische Bewohner sind für Hadamar erstmals für den Anfang des 17. Jahrhunderts überliefert. Ein festes jüdisches Wohnviertel scheint nicht bestanden zu haben. Der Name des „Judengässchens“ am Neumarkt ist lediglich auf das bis 1841 dort bestehende Haus mit Betraum und Frauenbad sowie die bis 1820 benachbarte jüdische Schule zurückzuführen. Der jüdische Friedhof befand sich am Südrand der Gemarkung und ist bis heute erhalten. Die Synagoge in der Nonnengasse wurde am 25. Juni 1841 eingeweiht. In der Pogromnacht am 9. November 1938 wurde die Inneneinrichtung weitgehend zerstört. Das Gebäude blieb aber bis heute erhalten. Im Holocaust wurde die jüdische Gemeinde in Hadamar vernichtet. Die letzten 19 Juden wurden am 10. Juni 1942 deportiert.
Eine erste detaillierte Konfessionsstatistik für das gesamte Amt Hadamar weist für 1819 12.678 Katholiken, 227 Evangelische, 160 Juden und sieben Mennoniten aus.

## Schulgeschichte

### Neuzeit
Vermutlich um 1450 entstand unter den Altaristen der Liebfrauenkirche eine Lateinschule, die offenbar in der Reformation wieder erlosch. Spätestens 1545 war die Schule erneut errichtet. Sie wurde aus dem Vermögen des aufgelösten Liebfrauenstifts und aus Zuschüssen der Landesherren finanziert. Für 1590 sind erstmals auch weibliche Schüler nachgewiesen und die Zahl der männlichen Schüler ist mit 31 angegeben. Der Unterrichtsstoff war von reformierter Theologie geprägt. Schüler, die eine weitere akademische Ausbildung absolvierten, besuchten häufig die Hohe Schule Herborn.
Nach der Rekatholisierung wurde 1630 auch die Lateinschule aufgelöst. Zunächst scheiterten Versuche einer katholischen, von Jesuiten geführten Wiedergründung. 1638 begann ein jesuitischer Schulbetrieb in sehr kleinem Umfang für die Kinder des Fürsten und wenige Schüler aus der Stadt im Schloss. 1651 nahm die neue Jesuitenschule ihre Arbeit auf und sie wurde bis 1664 auf einen fünfklassigen Betrieb ausgeweitet. Die Anstalt wurde schnell auch von bürgerlichen und adligen Schülern aus dem weiten Umland besucht, darunter auch Schüler reformierter Konfession. 1685 ließ Johann Ludwig ein Wohnheim für Schüler aus weniger vermögenden Familien errichten (heute noch neben dem Hammelburger Tor erhalten). 1765 erweiterten die Jesuiten ihre Schule um die so genannte „Neue Aula“ (heute Stadtbücherei). Rund hundert Schüler wurden zu diesem Zeitpunkt an der Schule unterrichtet. 1773 erlosch mit der Auflösung des Jesuitenordens auch der Schulbetrieb.
Sofort begannen Hadamarer Bürger bei der nassau-oranischen Regierung auf die Wiedereröffnung einer höheren Schule zu drängen. Dies verzögerte sich unter anderem durch juristische Auseinandersetzungen der Regierung um Güter aus dem jesuitischen Besitz. Erst 1792 erließ Wilhelm V. von Oranien ein Dekret, das die Schule wieder errichtete und die vier katholischen Weltgeistlichen der Stadt mit Lehreraufgaben beauftragte. Die Schülerzahl blieb in den folgenden Jahren sehr gering.
Um 1550 entstand die „teutsche Schule“, in der reformierte Geistliche auf niedrigerem Niveau als in der Lateinschule unterrichteten. Spätestens 1601 war eine Stube im Rathaus der Schulsaal, später ein Haus an der Liebfrauenkirche, das die Grundschule vermutlich nach 1630 von der Lateinschule übernahm. Bereits vor 1600 nahm die Schule auch Mädchen auf. Für die Mitte des 17. Jahrhunderts sind zahlreiche auswärtige Schüler an der Grundschule nachgewiesen, darunter auch Söhne des Niederadels.
Eine spezielle Mädchenschule wurde 1627 durch Graf Johann Ludwig gegründet. Die Stadtbevölkerung wurde auf Betreiben der fürstlichen Regierung zum Finanzieren der Mädchenschule verpflichtet. Dies musste, ebenso wie der Schulbesuch der Hadamarer Mädchen, mit erheblichem Druck der Verwaltung durchgesetzt werden. 1678 übernahmen die Dominikanerinnen den Betrieb der Schule. In den folgenden Jahren wurde der Schulbetrieb mehrfach kurz ausgesetzt oder an Laien übergeben. 1817 wurde das Dominikanerinnenkloster eingestellt und die Mädchenschule in den Betrieb der städtischen Schule, der vorherigen Grundschule, integriert. Im 19. und frühen 20. Jahrhundert gab es mehrere Versuche, in Hadamar private Mädchenschulen einzurichten, um eine weitergehende Ausbildung über die Grundschule hinaus für Mädchen zu ermöglichen. Diese Einrichtungen stellten aber jeweils nach wenigen Jahren den Betrieb ein. Lediglich von 1894 bis 1929 bestand das etwas langlebigere Institut Deckelmeyer, das Mädchen und in den unteren Klassen auch Jungen aufnahm.
Nachdem 1752 wieder eine evangelische Pfarrei in Hadamar errichtet worden war, entstand 1772 eine evangelische Elementarschule in einem Gebäude im südlichen Schlosshof. Kurz nach 1784 wurde in Hadamar eine Schulmeisterschule für die Lehrer der umliegenden Dorfschulen eingerichtet.

### 19. und 20. Jahrhundert
Mit der Schulreform im Herzogtum Nassau wurde 1817 auch das Schulwesen in Hadamar umgestaltet. Damit entstanden Simultanschulen, in denen protestantische und katholische Kinder zusammen unterrichtet wurden. Die Hadamarer Volksschule wurde mit drei Lehrern ausgestattet, hatte rund 250 Schüler und zog 1818 aus der Schlossgasse in ein von der Stadt angekauftes Nachbarhaus des Rathauses um. Auch die Kinder aus dem zu diesem Zeitpunkt noch eigenständigen Faulbach besuchten die Hadamarer Schule. Sie wurde von einem Schulvorstand beaufsichtigt, dem die Pfarrer beider Konfessionen sowie der Bürgermeister und mehrere Kommunalpolitiker angehörten. 1836 erreichte die Schülerzahl 310, worauf ein vierter Lehrer angestellt wurde. Nach dem Höchststand von 411 Schülern im Jahr 1850 sank die Zahl deutlich ab, um erst nach dem Zweiten Weltkrieg wieder über diesen Wert zu steigen. 1906 wurde die Volksschule um ein zusätzliches Gebäude in der Neugasse erweitert. 1919 wurde die Schulaufsicht der Kreisverwaltung in Limburg zugeordnet. Am 21. Mai 1953 wurde der Grundstein für das heute noch für die Grundschule genutzte und inzwischen unter Denkmalschutz gestellte Schulgebäude gelegt. Am 16. Mai des Folgejahres begann dort der Unterrichtsbetrieb. 1971 wurden Haupt- und Realschulzweig aus der Volksschule ausgegliedert und zusammen mit dem Gymnasium an die neu gebaute Fürst-Johann-Ludwig-Schule auf dem Wingertsberg im Stadtteil Niederhadamar verlegt.
Die nassauische Schulreform machte Hadamar 1817 zum Standort für eines von vier Pädagogien im Herzogtum. In vier Klassen, die sich an die Grundschule anschlossen, sollten diese Einrichtungen auf den gehobenen Beamtendienst und auf den Besuch des Gymnasiums in Weilburg vorbereiten, das als einzige Schule im Herzogtum die Hochschulreife vermittelte. Standort war zunächst die Jesuitenaula, ab 1823 der Ostflügel des Schlosses. Die Schülerzahl lag meist etwas unter hundert. Der Einzugsbereich erstreckte sich weit über Westerwald und Taunus bis in den Rheingau. 1844 wurde die Hadamarer Schule um eine gymnasiale Oberstufe ergänzt und konnte damit auf den Besuch einer Universität vorbereiten. Das Gymnasium behielt stets seinen katholisch geprägten Charakter.

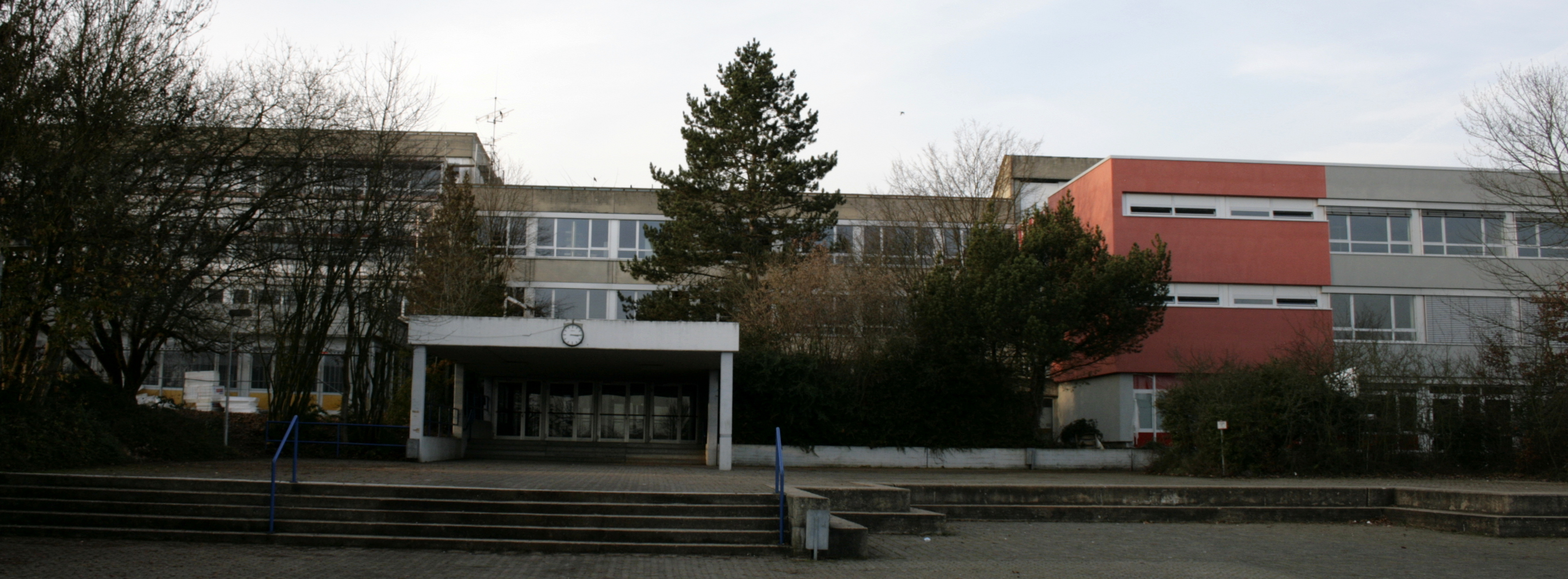
Fürst-Johann-Ludwig-Schule heute

1937 wurde das Gymnasium in eine Oberschule für Jungen umgewandelt. 1939 sollte die Schule zunächst ganz aufgelöst werden. Die Stadt Hadamar erreichte aber, dass sie die Schule als städtische Schule weiterführen durfte, jedoch ohne Oberstufe. Ab diesem Zeitpunkt nahm die Anstalt auch Mädchen auf. Nach einer Unterbrechung in der Endphase des Zweiten Weltkrieges begann der Schulbetrieb als Gymnasium wieder am 6. Dezember 1945, zum Teil im Schloss, zum Teil in benachbarten Baracken. In den folgenden Jahrzehnten kam es zu einer immer stärkeren Überfüllung. Als die Schule 1971 in die neue Fürst-Johann-Ludwig-Schule aufging, hatte sie 1.100 Schüler.
Eine Sonntagsschule für junge Handwerker nahm 1836 als Privatinitiative ihre Arbeit auf. Deutsch, Rechnen und geometrisches Zeichnen waren die Fächer der Weiterbildungsanstalt, die in den folgenden Jahren ihr Angebot ausbaute und 1849 von dem neu gegründeten Hadamarer Gewerbeverein übernommen wurde. Von rund 40 wuchs die Schülerzahl bis zum Ende des Jahrhunderts auf nahezu hundert an, die auch aus dem näheren Umland kamen. 1890 wurde der zunächst freiwillige Besuch zur Pflicht in bestimmten Aus- und Fortbildungsgängen. Drei Lehrer gab es zu diesem Zeitpunkt. Die Gewerbeschule war im Amtsgericht angesiedelt. Nach dem Ersten Weltkrieg ging ihre Bedeutung zurück. Einzelne Lehrgänge wurden aber bis nach 1945 noch im Konvikt angeboten.
Im Jahr 1891 wurde ein Kindergarten gegründet, den die Armen Dienstmägde Jesu Christi in der Nonnengasse betrieben. 1962 zog er an einen Standort in der Nonnengasse um, heute befindet er sich im Kreuzweg.
Von 1939 bis 1945 bestand in den Räumen des ehemaligen Gymnasiums eine Lehrerbildungsanstalt.
Am 19. Juli 1949 eröffnete im Stadtteil Niederhadamar die später Erwin-Stein-Schule getaufte Glasfachschule. Grund dafür war die Tatsache, dass unter den in Hadamar angesiedelten Heimatvertriebenen zahlreiche ehemalige Lehrer der Glasfachschulen in Nový Bor (Haida) und Kamenický Šenov (Steinschönau) waren.

## Hadamarer Barock

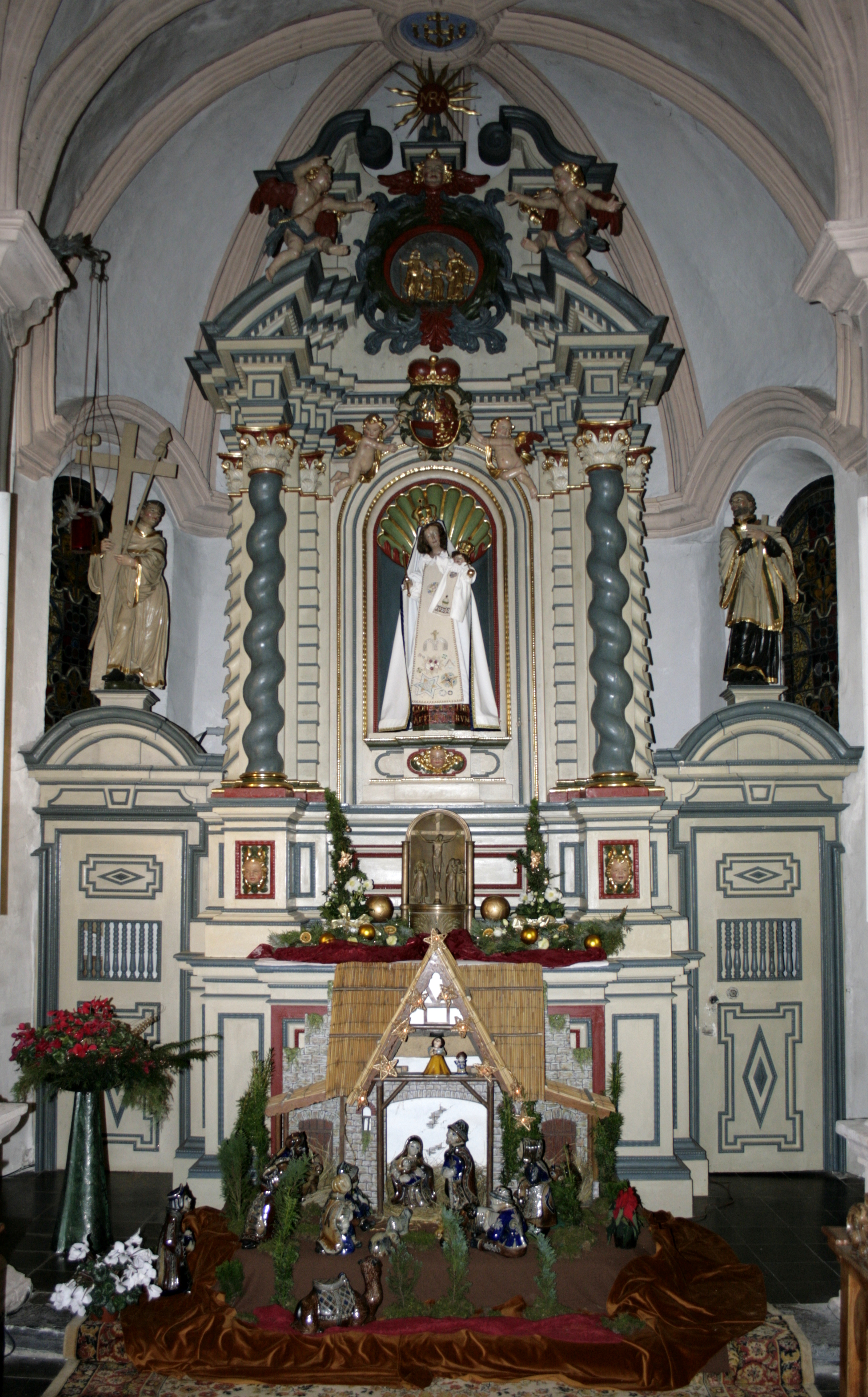
Altarraum der Herzenbergkapelle

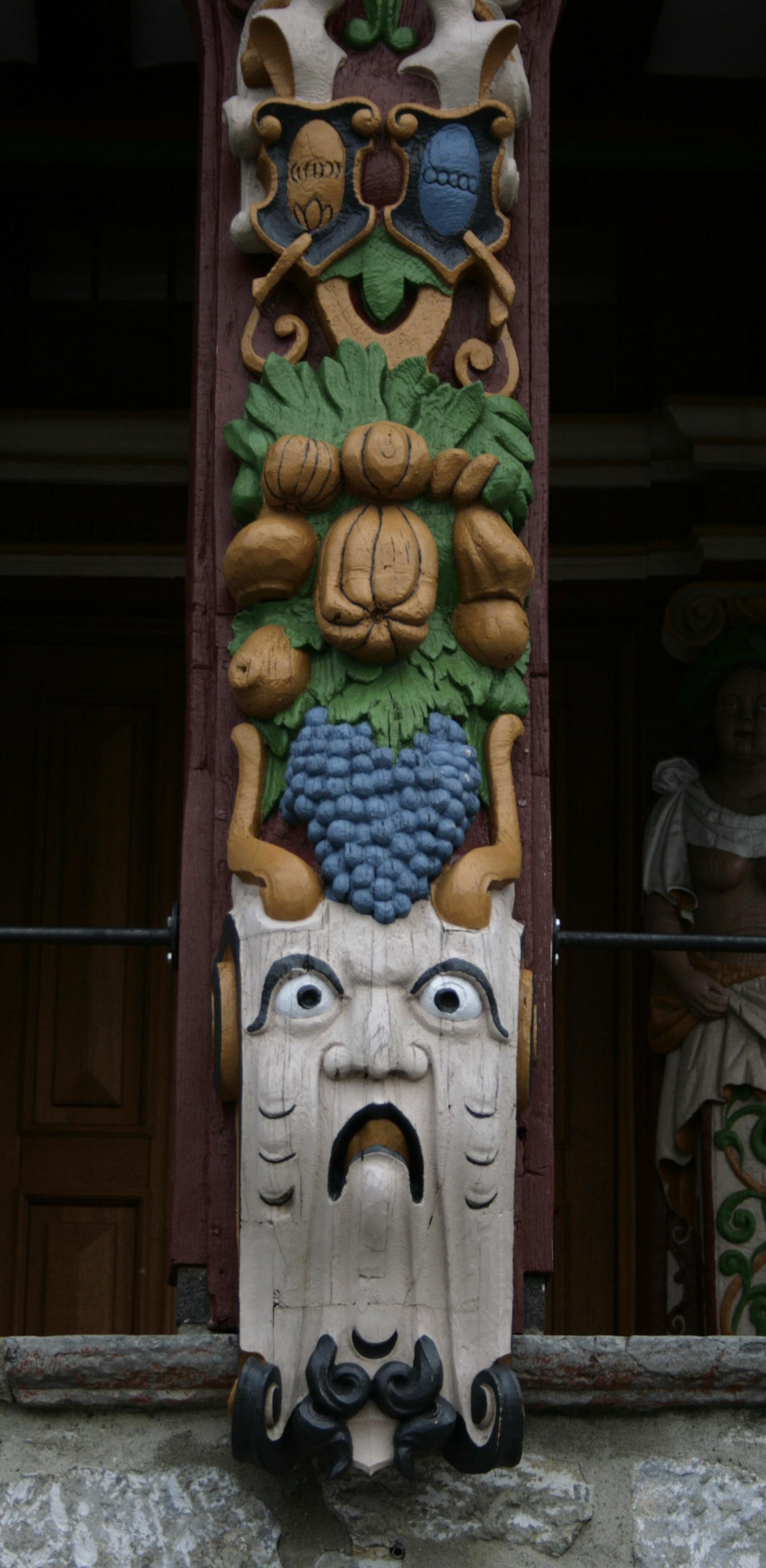
Detail im Schnitzwerk am Portal des Rathauses

Der „Hadamarer Barock“ war eine regional wichtige Bildhauerschule, die insbesondere auf dem Gebiet der Altarbaukunst Bedeutung erlangte. Ihre wichtigsten Vertreter waren Martin Volk, Johann Valentin Neudecker der Ältere, Johann Neudecker der Jüngere sowie Johann Theodor Thüringer (auch: Düringer). Den Grundstein für den Hadamarer Barock legte Prinz Franz Bernhard (1637–1695) mit seinem umfangreichen Bauprogramm, in dessen Rahmen unter anderem das Schloss um den „neuen Bau“ nach Norden erweitert wurde. Er holte zwischen 1689 und 1692 Johann Neudecker den Älteren aus Miltenberg nach Hadamar. Auch nachdem das Fürstenhaus 1711 ausgestorben war und die Stadt Hadamar in eine Krisenphase eingetreten war, gingen in der Neudeckerschen und den verschiedenen anderen Werkstätten, die sich inzwischen gebildet hatten, zahlreiche Aufträge aus der weiteren Umgebung ein. Besonderheiten des von Neudecker geprägten Hadamarer Stils waren ein flachschnittiger Faltenwurf, eine längliche Kopfform und besonders üppige Haarlocken der Figuren. Bis nach Marburg und Fulda sind Figuren nachgewiesen, die Johann Neudecker der Ältere für dortige Auftraggeber anfertigte.
Die Begriffe „Hadamarer Barock“ und „Hadamarer Schule“ sind im Umkreis des Fürstentums Nassau-Hadamar zwar geläufig, doch blieben Entstehen, Verbreitung, Bedeutung und kunsthistorische Zusammenhänge weithin unbekannt. An neuen Erkenntnissen war vor allem Ludwig Baron Döry durch seine Veröffentlichungen seit den 1970er Jahren maßgeblich beteiligt. Nach den wichtigsten Vertretern des Hadamarer Barock sind seit etwa dem Jahr 2000 Straßen in der Kernstadt Hadamar benannt.

## Niederadel

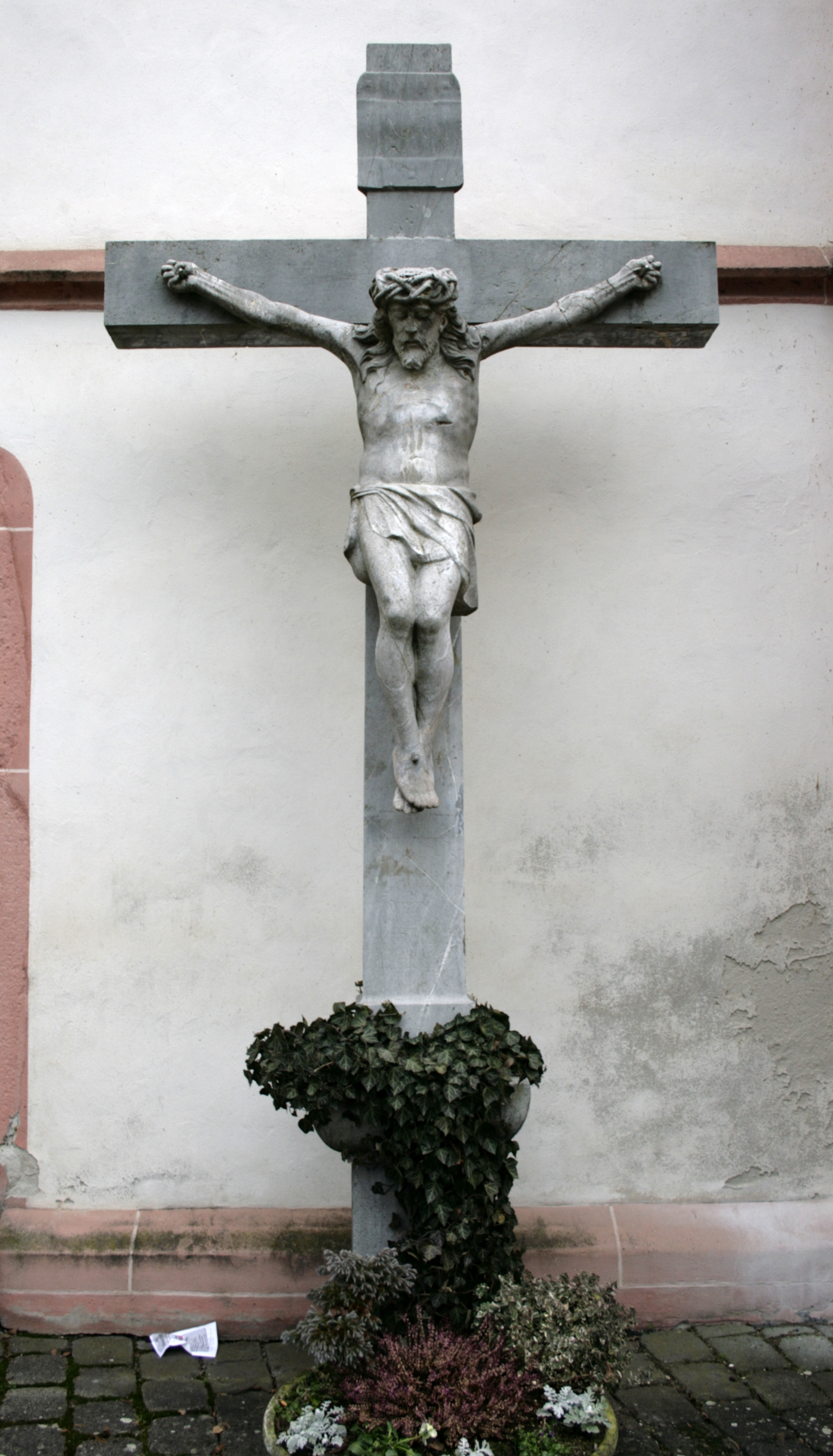
Steinernes Kruzifix an der Liebfrauenkirche

Neben dem Haus Nassau-Hadamar brachte die Stadt mehrere niederadlige Familien hervor, unter denen vor allem zwei eine gewisse Bedeutung errangen:
Die von Hadamar mit dem Adlerwappen sind erstmals am Ende des 12. Jahrhunderts nachweisbar. Dietrich und Hermann waren die Leitnamen des Geschlechts. Die Familie war im Hadamarer Umland sowie im Engersgau am Mittelrhein und an der unteren Mosel begütert. Bereits ab dem 13. Jahrhundert war die Familie jedoch nicht mehr in der namensgebenden Stadt ansässig. Hervorstechender Vertreter derer mit dem Adlerwappen war der Ritter Hermann von Hadamar (1264 bis 1306), der seinen Sitz bereits in Andernach hatte. Auf der Seite des Kölner Erzbistums tat er sich 1288 in der Schlacht von Worringen hervor. Später übernahm er Botschaftermissionen für König Adolf von Nassau. Mehrere Adelsfamilien im Rheintal und auf dem Westerwald (unter anderem in Montabaur, Wahnscheid und Kettig) führten ebenso wie die von Hadamar einen silbernen Adler in ihrem Wappen und werden deshalb und aufgrund von Urkunden deren ausgedehnter Verwandtschaft zugerechnet. Kurz vor 1436 starb die Familie im Mannesstamm aus.
Die von Hadamar mit dem gevierten oder quadrierten Schild tauchen erstmals im frühen 14. Jahrhundert urkundlich auf. Möglicherweise war bereits damals Weltersburg der Hauptsitz der Familie. Der Besitzschwerpunkt lag in Hadamar und den umgebenden Orten und verstreut in weiteren Orten des südöstlichen Westerwalds. Im 16. Jahrhundert tritt das verarmte Adelsgeschlecht in der Gefolgschaft des Hauses Oranien-Nassau auf. Sein letzter Vertreter Hans Wilhelm war holländischer Kapitän und heiratete eine Tochter eines Halbbruders von Wilhelm I. von Oranien-Nassau, was eine erhebliche Aufwertung für Hans Wilhelm bedeutete. Bereits 1603 starb Hans Wilhelm jedoch kinderlos als letzter Vertreter seines Hauses.
Die von Hoenberg zu Hadamar und Faulbach sind erstmals 1412 mit Besitz in Hadamar schriftlich fassbar. Es handelt sich bei ihnen um einen Zweig der Familie von Hoenburg, die vor allem in den Grafschaften Isenburg und Wied Amtsträger stellte. Sie sind insgesamt erstmals 1252 nachweisbar und stammten aus dem westlichen Westerwald, entweder vom Hof Hümmerich oder aus dem wüst gefallenen Hof Hümmerich bei Marienhausen. Verwandte Zweige der Familie hatten ihre Sitze in Hundsangen und Limburg. Die von Hoenberg zu Hadamar und Faulbach standen dem Haus Katzenelnbogen nahe und hatten zahlreiche Lehen von diesem empfangen. Das vermutlich erste Mitglied des Zweigs namens Hans (um 1360) zog von dort in die Kurpfalz, von wo sein Sohn kurz nach 1400 nach Hadamar zurückkehrte. Im 15. und 16. Jahrhundert bauten die Hoenberg einen bescheidenen Besitzschwerpunkt um Hadamar mit dem Faulbacher Hofgut als Zentrum aus und verfügten ansonsten über weit verstreute Besitzungen und besetzten verschiedene kleinere Verwaltungsämter, unter anderem in Hadamar, Oberlahnstein und Mainz. Friedrich von Hoenberg war 1465 bis 1480 Prior des Klosters Bleidenstadt, Jakob von Hoenberg 1467/68 für kurze Zeit Abt des Klosters Schönau. Hans von Hoenberg war 1512 bis 1515 nassau-dillenburgischer Hofmeister, Joachim kurz vor 1550 Rittmeister und Obrist im Heer des Schmalkaldischen Bunds sowie hessischer Amtmann in Camberg und Altweilnau. Letztes nachgewiesenes Mitglied der Familie ist eine zwischen 1605 und 1608 gestorbene Judith.
Von den beiden Familien „Schütz von Hadamar“, die als Reisige auftraten, und „Stroß von Hadamar“, einem Zweig der Schönborn, ist kaum etwas überliefert. Darüber hinaus sind mehrere einzelne Niederadlige überliefert, die „von Hadamar“ in ihrem Namen trugen, sich aber keiner der bekannten Familien eindeutig zuordnen lassen.

## Psychiatrisches Krankenhaus und Tötungsanstalt

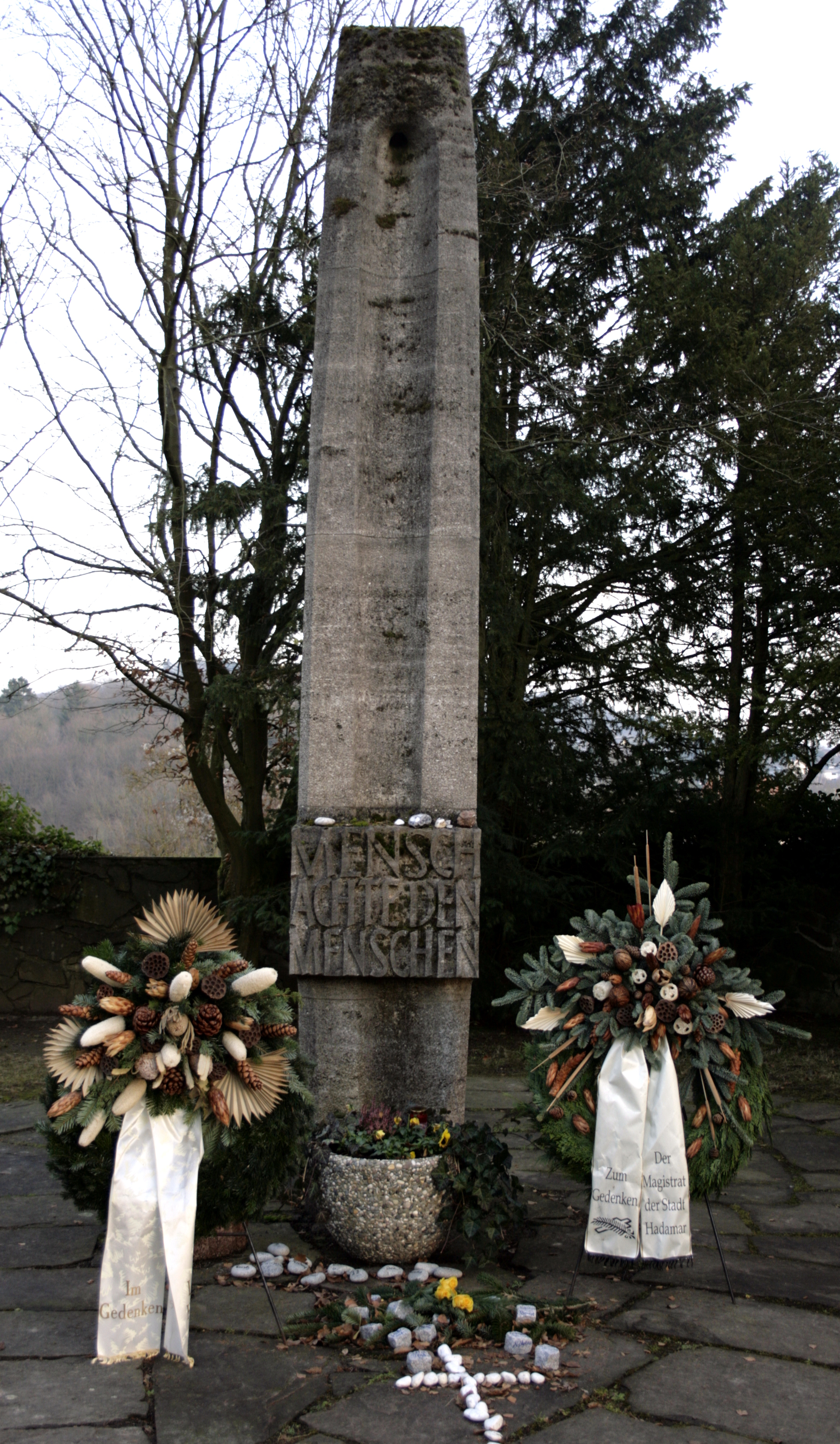
Mahnmal auf dem Friedhof der Gedenkstätte Hadamar

1828 eröffnete im ehemaligen Franziskanerkloster auf dem Mönchberg eine Hebammen-Lehr- und Entbindungsanstalt, die bis 1872 bestand. 1883 wurde das Gebäude zur „Corrigendenanstalt“ erweitert, der Vorgängerin der heutigen psychiatrischen Klinik. Architekt war Baurat Eduard Zais, der diese Anlage deutlich am Vorbild der rund 30 Jahre zuvor von ihm geplanten Klinik für Psychiatrie und Psychotherapie Eichberg orientierte. Die Einrichtung diente als Arbeitshaus zur Internierung und Umerziehung des Fahrenden Volks im Regierungsbezirk Wiesbaden und bot Platz für 236 Männer und 80 Frauen. Im benachbarten ehemaligen Kloster wurde zur gleichen Zeit eine Einrichtung für „Landarme“ aus Hadamar und dem Umland eingerichtet, die weniger streng geführt wurde und selten mehr als ein Dutzend Insassen hatte. 1906 wurde die Corrigendenanstalt in eine Pflegeeinrichtung für psychisch Kranke umgewandelt. Im Ersten Weltkrieg befand sich dort ein Rot-Kreuz-Lazarett.
In der Zeit des Nationalsozialismus wurden ab 1941 in der NS-Tötungsanstalt Hadamar, der damaligen Landesheil- und Pflegeanstalt, auf dem Mönchberg schätzungsweise mindestens 14.494 Behinderte, psychisch Kranke, so genannte „Halbjuden“ und „Ostarbeiter“ ermordet. Heute erinnert eine Gedenkstätte an diese Verbrechen. Auf dem Gelände befindet sich heute die Klinik für forensische Psychiatrie. Die Hadamarer Juden wurden mehrheitlich in weiter entfernten Vernichtungslagern ermordet. Allein 1942 wurden 19 jüdische Einwohner verschleppt und ermordet. Am 29. Mai 2018 wurde das Denkmal der Grauen Busse eröffnet.

## Stadtwappen
Das Hadamarer Stadtwappen entstammt einem Siegelbild, das schon Ende des 15. Jahrhunderts in der Stadt Hadamar und dem Hadamarer Land Verwendung fand. Die Kreuze im Wappen sind als Friedenssymbole und die sich kreuzenden Schwerter als Zeichen der Macht zu deuten.